# Культура Удмуртии
Удмуртия — республика в составе Российской Федерации, является её неотъемлемым субъектом, входит в состав Приволжского федерального округа, расположена в западном Предуралье, в междуречье Камы и её правого притока Вятки. Территория республики заселена преимущественно русскими, удмуртами, татарами, и другими национальностями. Становление культурных аспектов проходило при коллективном участии многих народов, населяющих Удмуртию. Все они, кроме поддержания своих традиций, наполняли и обогащали также и культуру всей Удмуртии.

## Этнография

### Древнейший период
Основой для формирования удмуртов как народа стали автохтонные племена Волго-Камского региона. В разные периоды в них включались иранские, угорские, тюркские и славянские племена. В VIII—III веках до н. э. здесь существовала ананьинская культура. Во второй половине I тысячелетия на базе позднепьяноборских вариантов сформировалось древнеудмуртское сообщество, которое располагалось в бассейне реки Вятка. Первые сведения об удмуртах относятся к средневековью. Их можно найти и в западноевропейских источниках XVI века. Самоназвание удморд впервые опубликовано в 1770 года Николаем Рычковым.
В XVIII веке Петербургская АН осуществила ряд научных экспедиций в Поволжье. Известные учёные записали много сведений об удмуртах. Для изучения удмуртов большое значение имело создание в 1878 году при Казанском университете Общества археологии, истории и этнографии, проводившего сбор этнографического материала, его исследование и публикацию научных работ. В конце XIX века начал свою исследовательскую деятельность первый удмуртский этнограф Григорий Верещагин. Среди исследований других этнографов дореволюционного периода выделяются труды Бориса Гаврилова, Д. Островского, Николая Первухина, И. Н. Смирнова, В. М. Бехтерева, И. В. Васильева, П. Н. Луппова.
Значительный вклад в изучение удмуртов внесли зарубежные исследователи Максимилиан Бух, Петер Домокош, Бернат Мункачи, Юрьё Вихманн, Уно Нильс Оскар Хольмберг, Ильмари Маннинен, Ласло Викар, Энико Сий (венг. Enikö Szij).

### В советский период
После 1920 года в Удмуртии происходил подъём во всех сферах жизни, в том числе в краеведении. Были организованы научно-краеведческие и культурно-просветительские общества «Бöляк» («Родство»), Научное общество по изучению Вотского края, продолжало свою работу созданное в 1913 году Общество по изучению Прикамского края. В 1918 и 1919 состоялись всероссийские съезды удмуртов.

### Возрождение в конце XX века
В конце 1980-х годов движение удмуртов возродилось: в 1988 был создан Клуб удмуртской культуры, на базе которого возникло Общество удмуртской культуры (1989). В 1990 году была создана удмуртская молодёжная организация «Шунды», а в 1991 — Всеудмуртская ассоциация «Удмурт кенеш». Демократизация дала толчок к решению национальных проблем. Если в XIX веке традиционными сюжетами быта были религия, народная одежда и обряды, то во второй половине XX века на первый план выходит комплексное изучение удмуртского этноса, его хозяйства, материальной культуры, семьи и быта, общественных отношений, народной медицины, этнопедагогики, менталитета, хореографии, этикета.
Кроме удмуртов в республике проживают русские, татары и другие народы, которые имели значительное историческое влияние на формирование историко-этнографических особенностей края. Если на северную Удмуртию оказала значительное влияние христианская русская культура, то на южную Удмуртию, находившуюся под властью татар, оказал влияние исламский Татарстан.

## Фольклор
Удмуртский фольклор понимается как в широком смысле (калык öнер, калык тодон-валан, калык визь — народное знание, народная мудрость), так и в более узком (калык кылос, калык кылбурет — народная поэзия, устно-поэтическое творчество). В быту фольклор не разделяется на жанры, воспринимается в единстве с материальной культурой, с религиозными, правовыми и этическими аспектами. Народные термины-определения вобрали в себя обрядовое действо (сям, нерге, йылол, кисьтон, куяськон, сюан, мадиськон), символически образное и магически образующее слова (мадькыл, выжыкыл, тункыл, кылбур), музыкально — хореографическое поведение (крезь, гур, шудон-серекъян, тэтчан, эктон).
Место, роль и формы фольклора в жизни удмуртов наиболее ярко выражены в этимологии однокоренных терминах мадь, мадькыл, мадиськон, что означают соответственно «сказывать, рассказывать, славить, петь, загадывать, передавать тайное». Корень mo имеется почти во всех финно-угорских языках и имеет значение «учить, советовать, передавать опыт, познавать мир». Магический смысл имеют различные заклинания, или тункыл: обращения к природе, зверям и птицам; клятвы, поздравления, проклятия, а также бытовые прибаутки, произносимые при выполнении обрядового действа или вне него (сбор первых плодов и ягод, переправа через реку, лечение, набор воды из источника, окончание жатвы и т. д.)

### Заклинания
Бытовые заклинания по обрядовой сущности близки к заговорам (куриськон), гадалкам (туно), знахарям (пелляськись). Лекарственные заговоры называются пеллян кыл — нашёптанное слово, кыжкыл — слово заклинания и эмкыл — лечебное слово. Есть особые заговоры от болезней — например, виркыл — заговор от кровотечения, сын усем кыл — от сглаза, булык кыл — от лихорадки. Существуют также любовные заговоры. Но особенно выделяются хозяйственные заговоры — они выполняются на частных и общих молениях главой семьи или жрецами. В традиционных обращениях центральное место занимает тройка верховных богов — Инмар, Килдисин и Куазь; заступница семейно-родового счастья — Воршуд и др.

Лечебный заговор

Грязный нарыв-внутренний нарыв, когда на глазу змеи ты сможешь появиться, тогда появись на глазу этого человека.
Когда на кончиках иголок-шерстинок чёрного ежа взойти сможешь, чёрный нарыв- внутренний нарыв-грязный нарыв, только тогда на глазу этого человека взойди!
Когда на глазах семидесяти и семи рыб взойти сможешь, грязный нарыв-внутренний нарыв, тогда пусть взойдешь на глазу этого человека, иначе тебе нет места здесь!
Когда на крыльях чёрного ворона, крыльях трясогузки взойти сможешь ты, грязный нарыв-внутренний нарыв-чёрный нарыв, тогда пусть сможешь взойти ты на глазу этого человека! …
Чёрная змея есть — когда на глазу этой змеи взойдешь; летающая змея есть — когда на глазу летающей змеи взойдешь, грязный нарыв-внутренний нарыв, тогда взойди на глазу этого человека!
Иначе тебе нет места здесь!
Оригинальный текст (удм.)Жоб потос-пуш потос, кыйлэн синмаз куке потэмед луиз ке, сокы та адямилэн синмаз пот!
Сьод чушъяллэн гон йылаз куке жужад, сьод потос-пуш потто-жоб потос, сокы та адямилэн синмаз пот!
Сизьымдон но сизьым чорыглэн синмаз Куке жужад, жоб потос-пуш потос, сокы жужжа та адямилэн синмаз!
Сьод кырныжлэн бурд йылаз, чечеглэн бурд йылаз жужамед ке луиз тынад, жоб потос-пуш потос-сьод потос, сокы та адямилэн синмаз жужамед луоз!... Сьод кый вапнь - кыйлэн синмаз Куке жужад; лобась кый ваннь - лобась кыйлэн синмаз Куке жужад, жоб потос-пуш потос, сокы та адямилэн синмаз жужа!
Сокытэк инты овол татын тоныд!

### Обрядовая поэзия
Обрядовая поэзия удмуртов отличается разнообразием песенных жанров. Северные удмурты различают два вида музыкального творчества: крезь — мелодия, песня без слов — и мадь — песня со словами, чаще сюжетная. Обрядовое пение служит своеобразным знаком, символом ритуального празднества; оно сохранилось у южных удмуртов и называется гур (напев, мелодия, мотив), который относится к понятию «плакать, рыдать, звать, заклинать». Многие части тематического цикла переходят из одного обряда в другой, соответственно изменяя только музыкальное оформление. Наблюдается полижанровость текстов.
Набор календарных обрядовых мелодий свой для каждой местности. Например, напев обряда проводов льда — йö келян крезь — характерен только для северных удмуртов. Обряды сохранились до наших дней, хотя на смену многим пришли зимние и летние циклы русских хороводов и сохранившиеся у южных удмуртов бытовые песенные акашка гур (в честь первого весеннего праздника, в день ухода на поле) и вöсь гур, вöсь нерге гур (мелодия гостевания в честь календарного праздника). В некоторых центральных и северных районах распространены ритуальные гостевые и танцевальные песни, объединённые обрядом пöртмаськон, который устраивается по окончании полевых работ. Лучше всего сохранились музыкальные жанры семейно-бытовых обрядов: свадебные сюан крезь или гур (напев семьи жениха), бöрысь или ярашон гур (напев семьи невесты), ныл бöрдытон крезь (мелодия проводов невесты); похоронно-поминальные шайвыл или кöт куректон крезь (грустная мелодия, напев, который исполняется на кладбище), поминальный напев йыр-пыд сётон гур (напев обряда жертвоприношения перед умершими предками); рекрут гур (напев обряда проводов в солдаты).
В северной Удмуртии распространены песни напевными словами без содержания — междометиями э, ялэ, я, яй, дон или отдельными словосочетаниями типа ох, шуисько но, иеглом-а (ой, говорю, да, всегда); э, гинэ меда но (только так). В центральных районах заметна тенденция к выделению отдельных словосочетаний или предложений для комментирования событий. В южной Удмуртии обрядовые мелодии объединяют циклы двострочних строф, композиционная особенность которых — ритмико-синтаксические, психологические параллелизмы. Поэзии удмуртов, как финно-угорскому народу, присуща традиция свободной импровизации, что нашло своё выражение в следующих особенностях песенного стиха: свободная вариация срок или целых строф, отсутствие постоянных текстов, отбор специфических выразительных средств (вопросно-ответная форма, вариационный параллелизм, тавтология, тирадность), которые определяют повествовательность стиля обрядовых песен, определяется традицией свободной импровизации.

### Прочее
Традиции необрядовой импровизации нашли своё выражение в повествовательном строе обрядовых песен например, промышленных — ритмизированных напевом рассказах о деятельности охотника, бортника и т. д. Но необрядовые песни часто не имели устоявшихся текстов, исполнялись без слов или междометиями, перемежающимися отдельными словами и предложениями по принципу «пою то, что вижу». Драматические ситуации в жизни отдельного коллектива (отъезд девушки из родного дома, смерть близкого человека, проводы в солдаты) сформировали особый жанр песен-причитаний — келян гур. Наблюдаются различные уровни создания таких текстов — от напевов междометиями и слогами до сюжетных и осмысленных. Они легко выделяются из обряда и воспринимаются в новом качестве — лирических песен кузь гур, огшоры кырзан. На лирическую традицию в удмуртской песне своё влияние оказали русский фольклор и профессиональная поэзия.
Особую группу составляют хороводные, игровые и танцевальные песни. Необрядовая часть фольклора удмуртов представлена произведениями, которые, в зависимости от отношения к рассказчику, можно отнести к несказочной или сказочной прозе. К первой группе относятся различные пересказы, былины, быль; ко второй — все виды сказок (о животных, волшебные и новеллы). Пересказы первой группы почти принимали на веру. Пересказы второй группы воспринимались как небылицы, рассказывались для забавы, развлечения. К необрядовому фольклору относятся также жанры, в которых слово имеет поучительную функцию — приметы, обучающие поверки и табу, поговорки и пословицы, афоризмы, различные виды словесных игр.

## Искусство

#### Поэзия

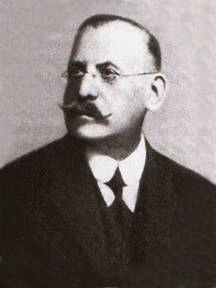
Бернат Мункачи

Первыми попытками авторского стихосложения на удмуртском языке были выполненные под руководством Вениамина Пуцека поздравления Екатерине II в честь её посещения Казани в 1767 году и при открытии Казанского наместничества в 1778 году. Они были переведены из готового русского текста. Этот опыт был продолжен Николаем Блиновым в переводе отрывка пушкинской поэмы «Цыганы» (1867). В 1878 году было написано произведение «Василий Александровлэн книшкаез» («Книга Василия Александрова») по просьбе финского учёного Торстера Аминоффа во время его экспедиции в Удмуртию. В рукописи содержатся тексты народной словесности. С 1880 года многие удмуртские поэты — Борис Гаврилов, Бернат Мункачи, Николай Первухин, Юрьё Вихманн, Григорий Верещагин — периодически публиковали записи произведений устной народной поэзии. Первым опубликованным поэтическим произведением на удмуртском языке была баллада Михаила Можгина «Беглой» («Беглец», 1910). В 1915 году Кедра Митрей, смог под псевдонимом Пан Реймит опубликовать первую часть своей «исторической трилогии», стихотворную трагедию «Эш-Терек». Легший в основу трагедии одноимённый героический эпос был записан и опубликован тем же автором в 1911 году.

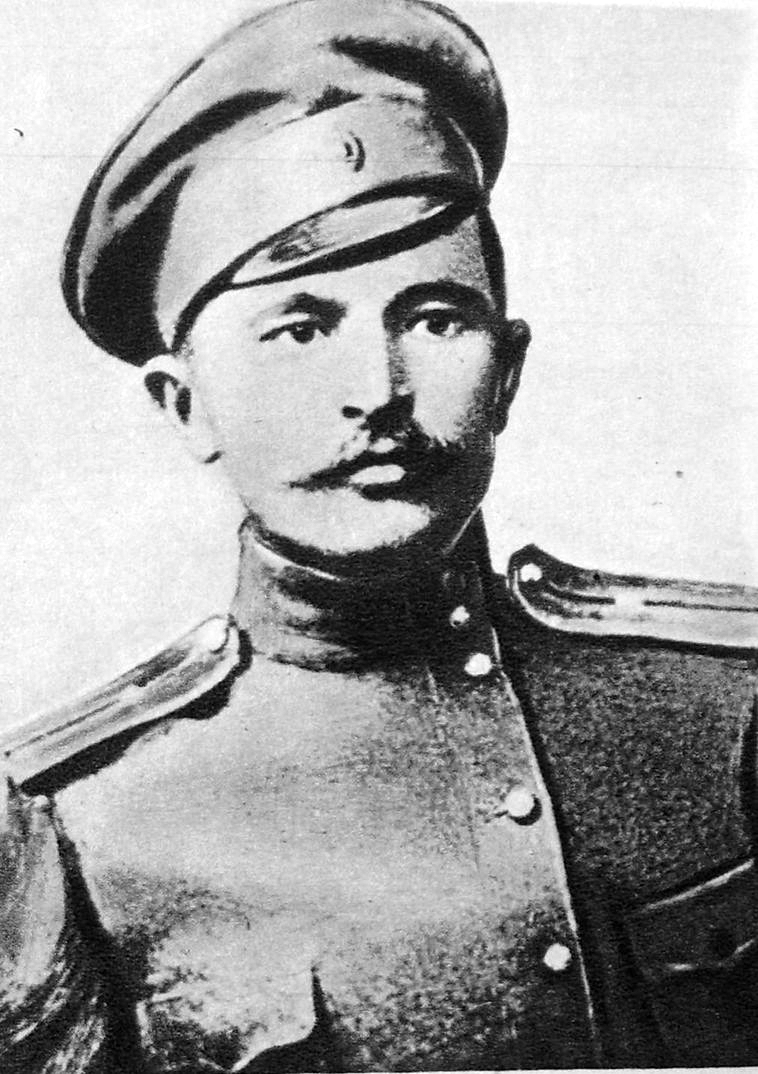
Максим Прокопьев

После крушения царской власти стали выходить сборники стихов Максима Прокопьева («Максимлэн гожтэмез» — «Написанное Максимом», Оса, 1918), Михаила Ильина («Кылбуръёс» — «Стихи», Елабуга, 1921), Кузебай Герд («Крезьчы» — «Гусляр», Ижевск, 1922), Ашальчи Оки («Сюрес дурын» — «У дороги», Москва, 1925). В 1928 году вышла поэма Кедра Митрея «Юбер-батыр». Революция вызвала взлёт надежд и лирических переживаний, связанных с ожиданием светлого будущего. Но в решении вопроса о том, как достичь этого будущего, поэты расходились. Одни воспринимали жизнь в его трудно разрешимых противоречиях — Кузебай Герд, Ашальчи Оки, М. Кельдов, И. Курбатов, Михаил Ильин, другие думали, что законы действительности уже опознаны и путь к счастью проложен. В идейно-эстетической борьбе 1920—1930 годов верх одержала нормативная эстетика, в рамках которой был создан положительный герой с революционными качествами. Так появилась и преобладала до 1950-х годов описательная, риторическая и декларативная поэзия. Но наряду с доминирующим течением существовала и гражданская, патриотическая, интимная, пейзажная лирика — Михаил Петров, Игнатия Гаврилова, Филипп Кедров. В романтических традициях написаны поэмы «Сани» Игнатия Гаврилова, «Италмас» Михаила Петрова. В 1950—1970 годы под влиянием «оттепели» и критики сталинизма проходило разрушение устоявшихся штампов, освоение на новом уровне народных традиций, получила развитие психологическая и философская лирика. Об историческом и художественном опыте народа писал Флор Васильев. Лирика стала дробиться на множество жанров — философская элегия, стихотворный цикл, послание, пейзажная песня, лирическая миниатюра, стихи-размышления и др. Возрождались твёрдые формы стихов — сонет, триолет, рондель, терцин, появляется венок сонетов.
Поэтический эпос был представлен балладами «Улон дун» («Цена жизни») Аркадия Клабукова, «Сирота нылпиос» («Сиротские дети») И. Еремеева, сказками Григория Верещагина и Максима Прокопьева. В советское время расцвёл жанр поэмы в различных его проявлениях — социально-лирическая («Чагыр чын» — «Голубой дым», «Завод» Кузебая Герда), агитационно-политическая («Дас ар» — «Десять лет» Кузебая Герда), героическая («Осотовецъёс» — «Осотовци» Афанасия Лужанина, «Ольгалэн быремез» — «Гибель Ольги» Игнатия Гаврилова, «Кырзан улоз» — «Песня не умрёт» Михаила Петрова), фольклорно-эпическая (поэмы о батырах, беглецов), социально-философская («Солдатъёс ке Кошко» — «Когда уходят солдаты» Николая Байтерякова), историко-революционная («Визыл» — «Стержень» Петра Поздеева). В 1980-е годы вышел роман в стихах «Ошмес сын» — «Источник» Фёдора Пукрокова. В удмуртской поэзии 1970—1990 годов выделяются такие направления, как «женская лирика» (Татьяна Чернова, Людмила Кутянова, Галина Романова, Алла Кузнецова), интеллектуально-культурологическая (Василий Ванюшев), натурально-философская (Анатолий Леонтьев), мифологическая (Михаил Федотов, Р. Миннекузин, Виктор Шибанов) поэзия. Классические темы и жанры в своём творчестве развили Анатолий Перевозчиков, Вениамин Ившин, Сергей Матвеев и другие.

#### Проза

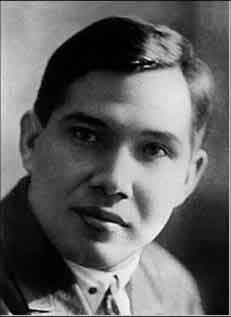
Кузебай Герд

В 1823 и 1847 годах появились первые прозаические произведения на удмуртском — ими стали переводы Матфея и пейзажные зарисовки в виде переводов в «Азбуке» Николая Блинова 1867 года. На русском языке были написаны многочисленные очерки Григория Верещагина «Вотяки Сосновского края» (1884, 1886) и «Вотяки Сарапульского уезда Вятской губернии» (1889), где впервые представитель коренной национальности рассказал о быте удмуртов. В очерках Верещагина, как и в изданиях других этнографов и фольклористов того времени, много внимания уделено удмуртской сказочной и несказочной прозе.
Национально-освободительная борьба, пробуждение чувств человеческого достоинства, познание ценности жизни в первой четверти XX века вылилось в развитие сентиментально-романтической повести на религиозно-жизненные, исторические и биографические темы — «Три года дьявола возил» Ивана Михеева, 1906; «Дитя больного века» Кедра Митрея, 1911 (издана только в 1965-м году); «Мать» («Матрона») Кузебай Герда, 1920; «Кузь нюк. Шактыр Беглой» («Долгий лог. Беглец Шактир») И. Соловьёва, 1928. В советское время получил развитие жанр повести и небольшого романа, где ставилась проблема формирования личности под влиянием социальных условий — «Пашка Педоря» Ивана Дядюкова (1925, 1939), «Катя» Филиппа Кедрова (1940), «Вужгурт» («Старая деревня») (1926) и «Секыт зибет» («Трудное иго») (1929) Кедра Митрея, «Вурысо бам» («Лицо со шрамом») Михаила Коновалова (1932). Пётр Блинов в романе «Улэм потэ» («Жить хочется») (1940) поставил проблему самосовершенствования личности.
В 1920-е годы появляется очерковая литература, оказавшая своё влияние на рассказ. Внедрённая тогда литература социалистического реализма ориентировалась на освоение крупномасштабных жанров — романа и цикла романов (дилогии, трилогии, тетралогии) — «Лöзя бесмен» («Лозинская поле») Григория Медведева, 1930—1936; «Лудза шур дурын» («У реки Лудзинкы») Трофима Архипова, 1945—1958; «Шудбур понна» («Во имя счастья») Михаила Лямина, 1950—1961; «Дыдыкъёс бус пöлы уг йыромо» («Голуби с пути не сбиваются») Семёна Самсонова, 1961—1981; «Йыбыртты музъемлы» («Поклонись земле») Генриха Перевощикова, 1978—1986; «Вордиськем палъёсын» («В родных краях») Игнатия Гаврилова, 1941 −61. В 1920—1950 годах появились исторические романы «Секыт зибет» («Тяжёлое иго») Кедра Митрея, 1929; «Гаянэ» Михаила Коновалова, 1936; «Вуж Мултан» («Старый Мултан») Михаила Петрова, 1954, в которых поставлены проблемы назревания революционных настроений и проблемы национального пробуждения удмуртов.
В 1950—1980 годах важное место в творчестве стали занимать человеческие взаимоотношения, особенно это проявилось у Геннадия Красильникова. Рассказ достиг своего художественного совершенства — «Куиньмой чоже» («Ожидание»), «Кошкисез мед кошкоз» («Идущий, пусть идёт» Г. Красильникова, «Витетиез комната» («Пятая комната»), «Чырс аръян» («Кислый арьян») Романа Валишина, «Дор» («Источник») Петра Чернова. Появились детективные и приключенческие повести — «Тугаськем бугор» («Ночной звонок»), «Вужер» («Тень»), «Выжыкыл öвöл та» («Это не сказка») Семёна Самсонова. На первый план в повестя и романах выходит поучительная проблематика — «Öтьымтэ Куно» («Незваный гость»), «Казак воргорон» («Вольный казак»), «Сизьылысен тулысозь» («Вот весны до осени») Петра Чернова, «Кырзамтэ кырзан» («Неспетая песня») Григория Данилова.
В 1980—1990 годах создаётся беллетристика: повести Н. Куликова, Кирилла Ломагина, Семёна Шихарева, Н. Белоногова, романы Трофима Архипова, Евгения Самсонова, Александра Волкова, Семёна Самсонова, документально-художественная проза Германа Ходырева, Леонида Емельянова, К. Куликова, Виктора Широбокова. В жанрах лирической исповеди, уголовной повести, «повести о детстве» пишут Олег Четкарёв, Вячеслав Сергеев, П. Куликов. На Никвлада Самсонова огромное влияние оказали зарисовки сельских типов Василия Шукшина.

#### Драматургия

Гаврилов Игнатий Гаврилович

Созданные в конце XIX века первые удмуртские пьесы носили назидательный и агитационный характер — «Тот, что опохмеляется», «Ловелас» Григория Верещагина, «Эн Лушка» («Не кради») Ивана Михеева, «Люгыт сюрес вылэ» («На светлую дорогу») Кузебай Герд, «Удмурт Сюан» («Удмуртская свадьба») Даниила Майорова. Эти произведения оказали влияние на появившиеся в 1920-е годы пьесы Марии Баженовой, Е. Ефремова, А. Жомбо, Александра Сугатова, Константина Яковлева, Михаила Тимашева. Адаптировались переводы Александра Островского, Льва Толстого и других. Кедра Митрей своими пьесами «Эш Тэрек», «Идна батыр», «Калгись» («путешественник»), «Обокат» («Адвокат») представлял своеобразную романтическую линию. В жанре водевиля написана пьеса «Иванов» Михаила Тимашева. С реалистическими драмами выступили П. Соклов («Бугыръяськисьёс» — «Бунтующий») и Михаил Петров («Батрак»).
В 1931 был основан Удмуртский государственный драматический театр, и в развитии драматургии наступил новый этап. Репертуар театра составляли созданные на злобу дня пьесы, сюжеты которых тесно связаны с обычаями и обрядами, национальной историей. Часто драмы создавались как результат выполнения социального заказа и поэтому появились пьесы о проблемах интеллигенции («Чагыр синъёс» — «Голубые глаза» Игнатия Гаврилова, 1936), о судьбе женщин («Аннок», 1944, «Груня Тарасова», 1937 Игнатия Гаврилова), о героях Гражданской войны («Азиний» Игнатия Гаврилова, 1938). Разрабатывались классовые конфликты, появлялись живые характеры. Среди произведений драматургии наиболее жизнеспособными оказались произведения, связанные с этнографически фольклорной и исторической основой: «Кезьыт ошмес» — «Холодный ключ», 1936, «Камит Усманов» Игнатия Гаврилова, 1945, «Тыло вöсь» — «Огненное моление» Василия Садовникова, 1938; «Зибет зурка» — «Иго содрогается» Михаила Петрова, 1936).

Ашальчи Оки

Постепенно на народной драме стал создаваться театр. Особый успех имели у зрителя «Сюан» — «Свадьба» Василия Садовникова, 1946; «Жингрес сизьыл» — «Звонка осень» Игнатия Гаврилова, 1968). Огромную популярность снискали написанный в 1953 водевиль Василия Садовникова «Меч овраг дурын» («На крутом берегу»), лирическая комедия Василия Садовникова и Михаила Тронина «Тулкымъяське лыз зарезь» («Волнуется синее море», 1952), пьеса-сказка Василия Садовникова «Пöртмаськись туш» («Волшебная борода», 1949), лирические комедии Степана Широбокова «Яратон ке öвöл» («Когда нет любви», 1961), «Ой ти, чебер нылъёс» («Ой вы, девушки-красавицы», 1972). Удмуртская драма с 1960-х годов прошла путь от драмы ситуации к драме характеров, включала в себя сложные и запутанные конфликты, предлагая нетривиальные психологические решения и подходы к глубоким социально-философским обобщениям — пьесы Егора Загребина «Асьмелэн со Одиго» («Наша единственная», 1980), Анатолия Григорьева «Лысву сямен уг тöлзы синкыли» («Слеза не приходит как роса», 1985). На другой уровень перешла и историческая тематика — П. Захаров «Эбга», 1996; Егор Загребин «Эш Тэрек», 1997.

#### Сатира
Удмуртскую сатиру составляли притчи и басни, написанных в прозе с заимствованными у русской литературы сюжетами (Иван Михеев), поучительные рассказы, созданные на основе народных баек, — мадёс (Григорий Верещагин), социальных стихов (Гавриил Прокопьев), маленьких одноактных пьес, состоящих из диалогов и анекдотов (Ашальчи Оки, Айво Иви). В 1920-е годы появились лёгкие пересказы — капчи кылбуръёс (Пётр Усков, Александр Эрик, Эзель Мачио), дружеские шаржи и эпиграммы (Михаил Коновалов, И. Курбатов), фельетоны и пелеетоны (Аркадий Клабуков), стихотворные памфлеты (Кузебай Герд), сатирические рассказы (Константин Яковлев), комедии и водевили (Михаил Тимашев). Даже реалистические жанры литературы стали проникаться сатирой.
В 1930—1950-е годы осмеянию пороков общества были посвящены памфлеты-сказки (Виктор Широбоков), стихотворные памфлеты (Андрей Бутолин), басни (Афанасий Лужанин), фельетоны в стихах (Михаил Петров). Организация полосы «Шöкыч» («Шершень») на страницах республиканской газеты «Советская Удмуртия», открытие журнала «Инвожо» и издание сборников произведений молодых авторов способствовали развитию удмуртской сатиры в 1960—1990 гг. Появились новые жанры — короткие рассказы (Анатолий Ушаков, Анатолий Григорьев), стихотворные поэмы (Анатолий Уваров), юмористические словари (Ф. Суворов) и афористичные диалоги (Кирилл Ломагин).

#### Детская литература
Удмуртской детской литературе присущ религиозный, назидательный, агитационный, научно-популяризаторский характер. Она испытывала сильное влияние русской литературы; переводы на удмуртский язык рассказов Д. Ушинского и Льва Толстого на рубеже XIX—XX веков стали одним из её столпов. Наиболее выделяются на этом поле «Колыбельные песни» Григория Верещагина, поучительная притча «Тараканъёс» («Таракан») Аркадия Клабукова, повести «Пичи Петыр» («Маленький Пётр») Ивана Яковлева, «Володя» Константина Яковлева, «Пересь Катьырна» («Старая Катерина») Кузебай Герд, плакатно-схематические произведения (пьесы Даниила Майорова, рассказы Ивана Дядюкова и Михаила Коновалова) и научные очерки (рассказы Михаила Прокопьева).
На 1920—1950-е годы пришёлся расцвет литературы для детей дошкольного и младшего школьного возраста, которая раскрывала темы труда, подвигов и дружбы народов (стихи и поэмы Кузебай Герд, Филиппа Александрова, Аркаша Багай, Тимофея Шмакова, Аркадия Клабукова, пьесы Гната Гаврилова, Василия Садовникова, рассказы Виктора Широбокова, Григория Симакова). В годы Второй мировой войны и после неё Михаил Петров создал цикл военных рассказов, издал в 1975 году в переводе на русский язык книгу «Пять бесстрашных». Детский поэтический эпос для младшего школьного возраста был представлен поэмой Аркадия Клабукова «Тютю Макси» («Гусята и Макси», 1935), сказкой Афанасия Лужанина «Тырмостэм Кион» («Ненасытный волк», 1945), рассказом Василия Гаврилова «Зарни бугоръёс» («Золотые клубочки», 1945).
В 1960—1990 гг. стали появляться приключенческие и историко-революционные мотивы — «Сюрес усьтиське мынисьлы» («Дорогу осилит идущий») Анатолия Леонтьева, 1995; «Кам вадьсын гудыръя» («Над Камой гремит гроза») Семёна Самсонова, 1969; темы верности традициям и общечеловеческим ценностям — «Можай тыпы» («Можайский дуб») Аркадия Клабукова, 1982; переходного возраста — «Детство Матфея Гондирева» Петра Чернова, 1980. Мир раннего детства с его поэтическими представлениями, ожиданиями и фантазиями нашёл отражение также в произведениях Германа Ходырева, Владимира Романова, И. Иванова, Вениамина Ившина, Вл. Михайлова, В. Кириллова. Детская драматургия представлена пьесами Аркадия Клабукова, Лазаря Перевощикова, Гната Гаврилова и Ивана Данилова.

### Архитектура

#### До XVIII века
В конце 1-го тысячелетия на территории современной Удмуртии появились прототипы традиционных форм народной архитектуры (куа, корки, кеносы), которые отличались выразительными объёмами, рациональностью планировки, органическое сочетание с природой. Удмуртское поселение называлось кар (гнездо) и отличалось свободной, гнездовой планировкой. Позже народная архитектура осложнялась в композиционном и декоративном плане. С середины XVI века, когда появлялись первые русские деревни, и удмурты активно стали перенимать новые строительные, планировочные и орнаментальные решения.
В последние столетия ансамбль крестьянской усадьбы достиг совершенства композиции. Дом (корка) и зернохранилище (кенос) ограничивали двор с двух сторон. Кенос, чаще двухэтажный, глухим торцом был обращён на улицу, придавая ансамблю своеобразный крепостной характер. Оригинальностью архитектурных решений отличались родовые молельни быдзым куа, которые строились среди священных рощ. Примерно в 1550 году в селе Крымская Слудка была возведена первая в Удмуртии приходская церковь — деревянная, шатровая, в честь Архангела Михаила. Культовое зодчество, высокое и совершённое, влияло и на другие виды архитектуры.

#### XVIII век

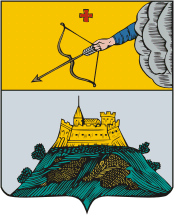
Герб города Сарапула с изображённой на нём первой деревянной церковью в городе

Освоение русскими Прикамья обусловило интенсивность и многообразие строительных работ. Летом 1707 года в Сарапуле была возведена первая деревянная крепость с церквями (её изображение вошло в герб города). Подобная в архитектурном отношении, но меньшая по размерам крепость была в селе Каракулино. Они составляли Прикамскую полосу укреплений и создавались в традициях древнерусского зодчества. Все строительные работы долгое время велись без проектов. Первый известный чертёж был применён при строительстве деревянной церкви в селе Елов в 1741 году. Это первая в Удмуртии церковь на селе. Вместе с христианизацией в Удмуртию пришло повсеместное прогрессивное уличное планирование деревень, что приводило к формированию вокруг церквей ансамблей площадей, а также ориентации магистралей на вертикали храмов. В начале XIX века сформировались типы срубных жилищ. Удмуртские и русские крестьяне достигли высокого мастерства при строительстве ветряков и водяных мельниц. С середины XIX века в народной архитектуре все чаще стали использовать пропиленную резьбу и фигурную обшивку. Стала зарождаться профессиональная архитектура, вместе с использованием чертежей и появлением специалистов, постоянно занятых проектированием.

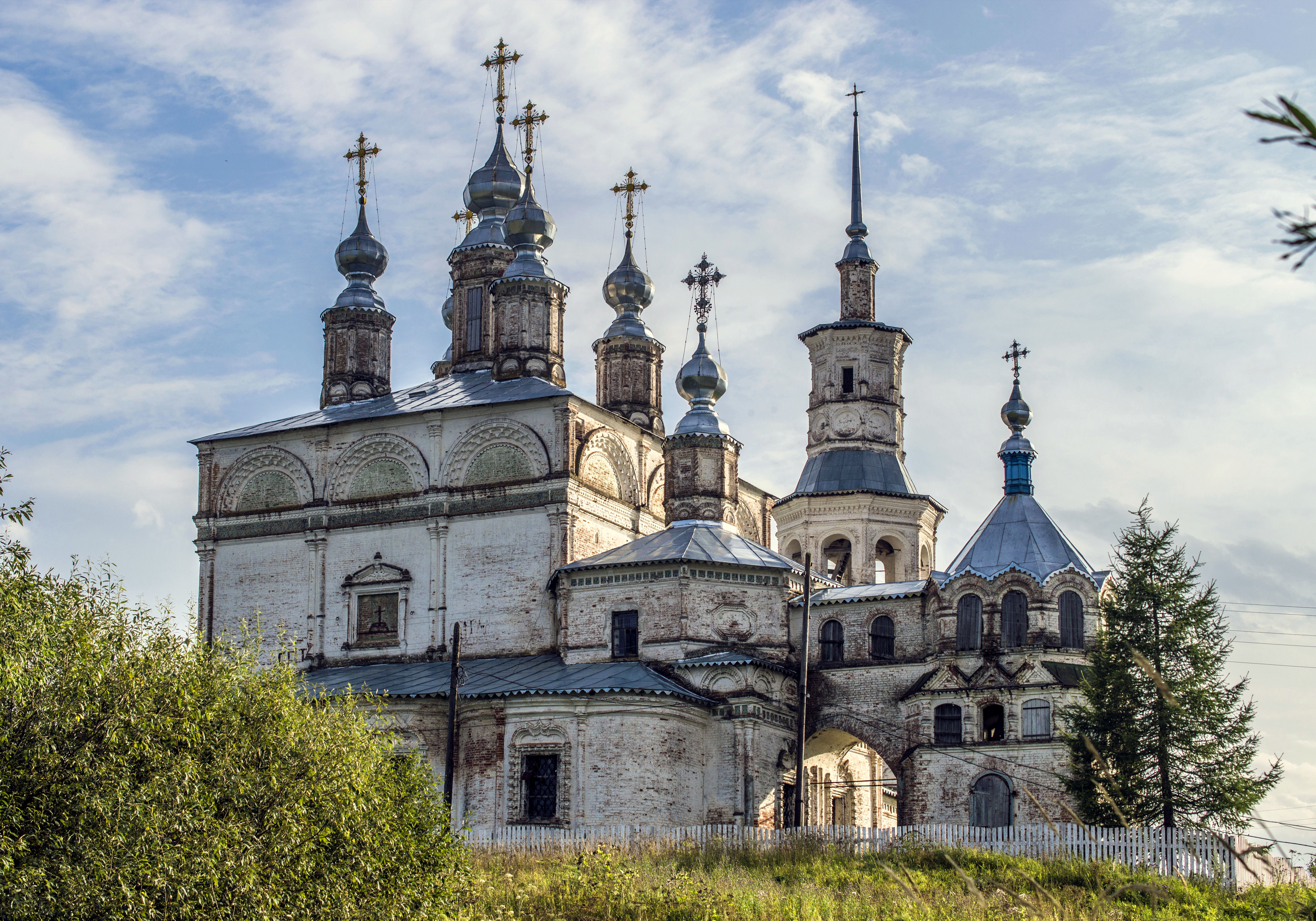
Церковный комплекс в Лальске. Образец так наз. Вятского барокко

Каменное строительство в лесной Удмуртии велось лишь в рамках христианизации, и шло оно в рамках так наз. Вятского барокко. В 1743 году построено одно из первых каменных зданий — Преображенская церковь в селе Мазунино. С 1780-х годов большинство зданий для Удмуртии проектировал Ф. М. Росляков. В начале XIX века отдельные каменные жилые и промышленные здания стали строиться и в городах. Постепенно деревянные церкви все чаще заменялись каменными на тех же местах. К середине XIX века возникли ансамбли каменной жилой застройки в центре Сарапула. Во всех городах и некоторых сёлах стали действовать кирпичные заводы.
Локомотивом строительной отрасли стало промышленное освоение края. С конца 1750-х годов здесь утверждается градостроительный тип уральского города-завода, обязательные составляющие которого — плотина, передзаводские площадь с собором и конторой, генеральский дом, госпиталь. Некоторые таких городов (Воткинск и Ижевск) стали культурно-экономическими центрами края. По другому плану формировались уездные центры, которые получили права города — Сарапул развивался как город- крепость, а позднее как торговый город, открытый к реке своими главными торговыми площадями; Глазов, спланированный по типу идеального города эпохи Просвещения, в основе плана которого изображение божественного глаза (оно вошло и в герб города).

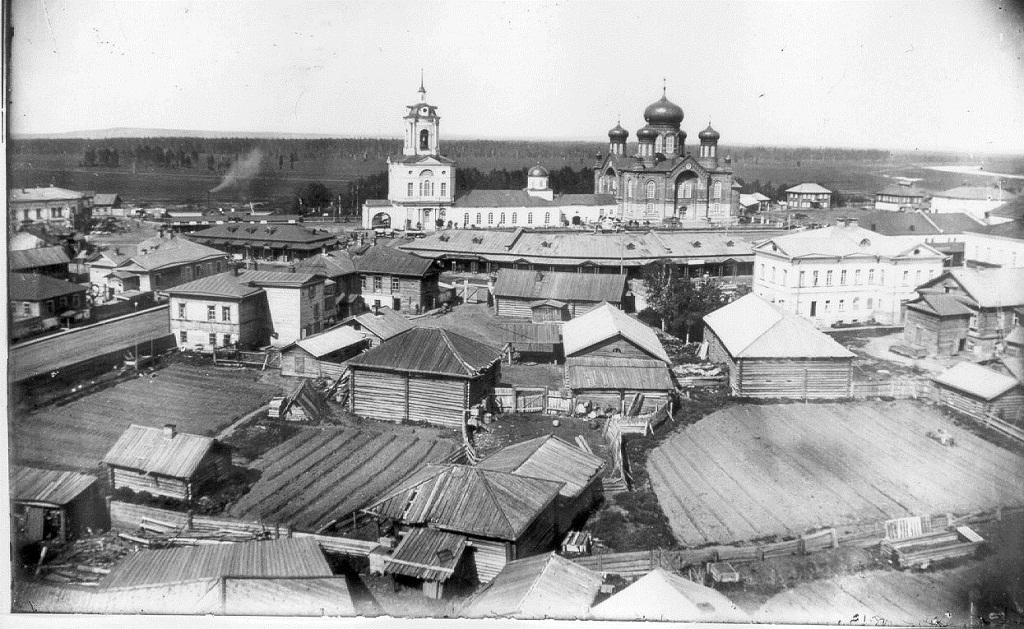
Город Глазов в XIX веке

Вместе с приезжими из Вятки и Санкт-Петербурга зодчими (Ф. М. Росляков, И. Лем), на территории Удмуртии в XVIII веке работали также и местные строители (П. Волков, Я. Ромадин, А. С. Москвин). Существовала и вятская династия мастеров каменного дела Горинцевих. Представителями прикамской ветви школы А. Д. Захарова были крупнейшие архитекторы дореволюционной Удмуртии — С. Е. Дудин и В. Н. Петёнкин, архитектурные и градостроительные идеи которых развивались в решениях соборов, заводских корпусов, площадей.

#### XIX век

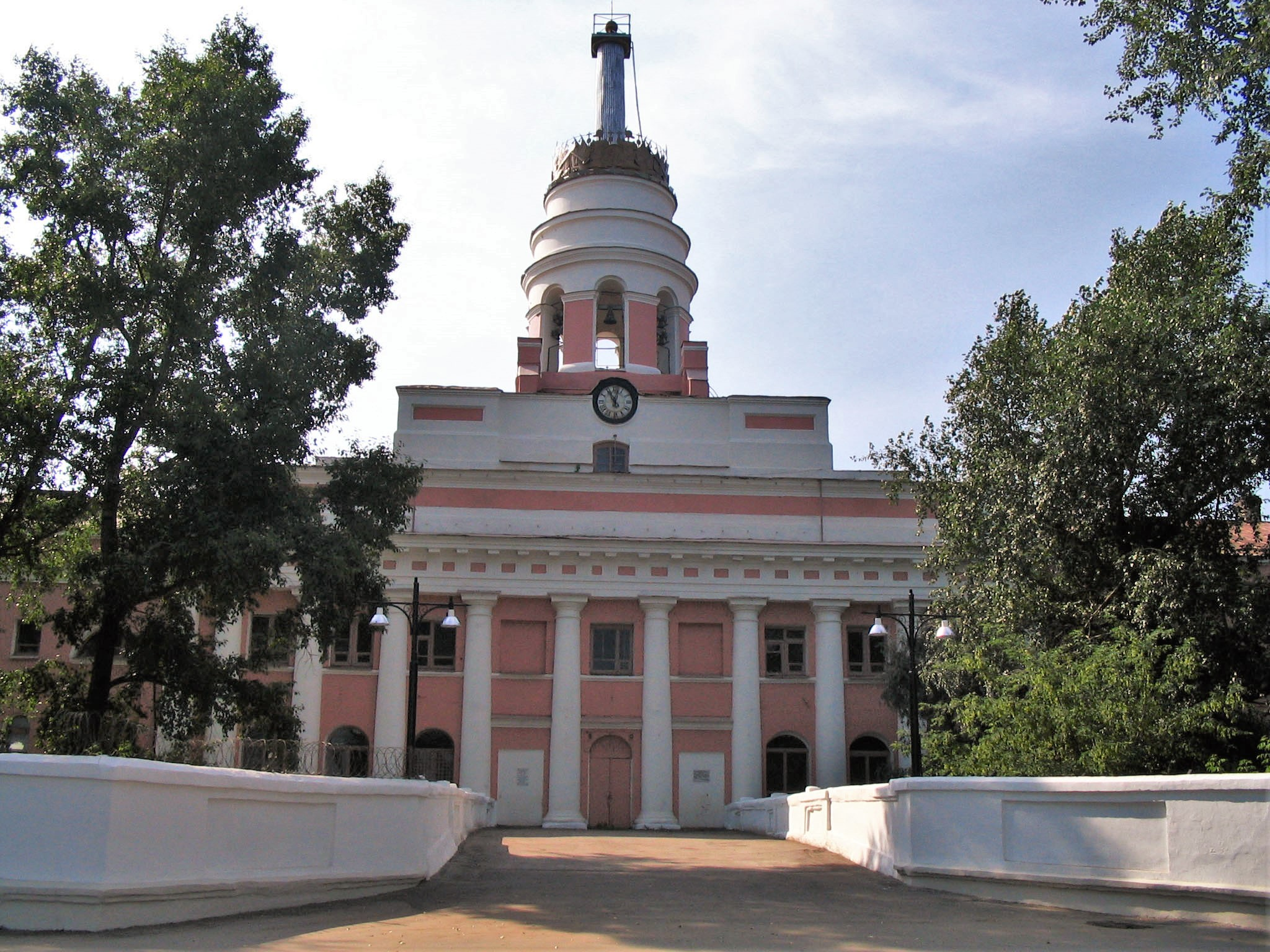
Главный корпус Ижевского машиностроительного завода (1815)

В первой половине XIX века в Удмуртии стали работать и другие выпускники художественных академий. В Ижевске были созданы одни из лучших произведений архитектуры уральского классицизма. Среди них — главный корпус оружейного завода, который отличался также передовой по тем временам организацией технологического цикла по вертикали (1808—1815, с последующими перестройками, архитектор С. А. Дудин, инженер А. Ф. Дерябин). Нетривиально и удачно спроектирован П-образный Арсенал с приёмным корпусом (1803—1827, архитектор С. Е. Дудин, при участии А. Д. Захарова). В Воткинске в стиле русского классицизма был построен трёхосный башенный ансамбль главного корпуса железоделательного завода (1828—1832, архитектор В. Н. Петенкин). На плотине рядом с ним в 1840 году был открыт первый в Удмуртии монумент — «Памятник-якорь» с декоративной оградой (архитекторы В. Н. Петенкин и В. И. Романов). В городах-заводах в первой половине XIX века широко использовали индивидуальные проекты домов мастеровых и чиновников — А. Д. Брыкин, А. П. Белянинов, К. И. Вагнер, С. А. Дудин, В. Н. Петенкин. Жилая среда приобретала стилевое единство, мотивы классицизма широко переходили в народную архитектуру.

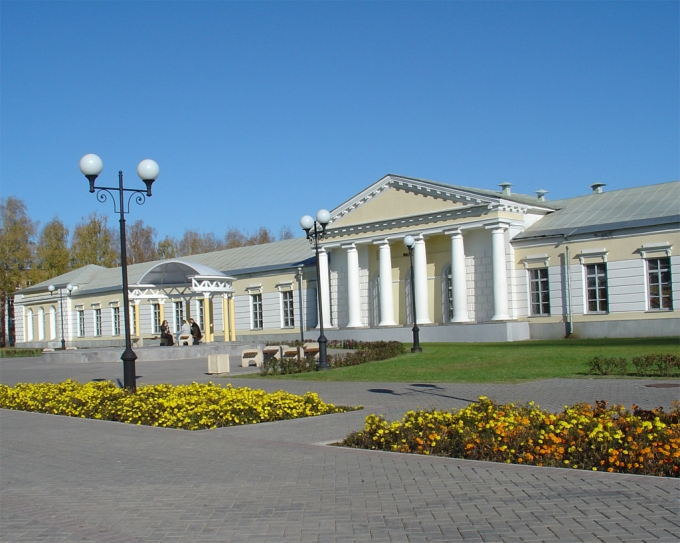
Ижевский арсенал (1827)

Храмы строились главным образом заводскими архитекторами в стиле уральского классицизма, иногда с элементами вятского барокко, и были практически единственными творениями архитекторов в сёлах Удмуртии — Мостовое, Нечкино, Можга, Чутырь, Сада, Выезд, Старый Мултан. Архитектор С. О. Дудин построил необычные храмы в сёлах Данилово, Мазунино, Вавож, их часто расширяли, достраивая колокольни и другие достройки, но они всегда оставаясь композиционным центром села. По мере христианизации деревянные храмы заменялись на каменные, но строились уже в византийском и русском стиле. Русский стиль развил И. А. Чарушин в проекте Михайловского собора в Ижевске (1896). Этот стиль в конце XIX-начале XX веков отметился также в храмах сёл Сосновка, Васильевское, Удугучин, Сюрсовай, Сям-Можга, Игра и др.

#### XX век

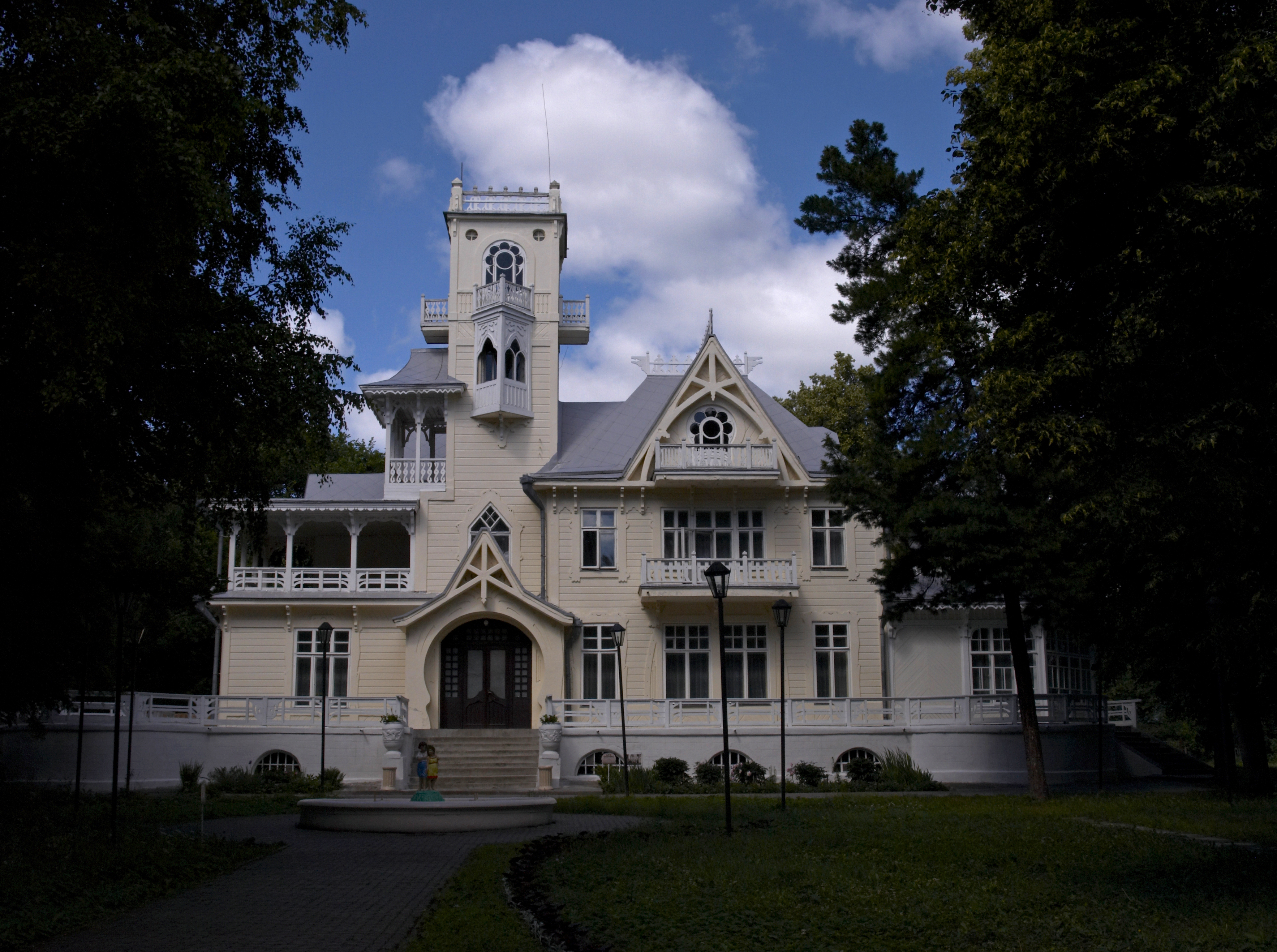
Дача Башенина, Сарапул. 1911, предположительно архитектор И. А. Чарушин

К началу XX века удмуртская архитектура строилась прежде всего в стилях модерна, неоклассицизма, необарокко и в неовизантийском стиле, что нашло наибольшее выражение в живописных ансамблях города Сарапул. В связи с растущими экономическими и социальными потребностям капиталистической эпохи появлялись новые виды общественных и промышленных зданий: банки, клубы, гимназии, городские думы, корпуса для паровых машин, мартеновские цеха, народные дома. Внедрялись инновационные металлоконструкции, что принципиально меняли вид новостроек. Однако вместе с тем забывались характерные для классицизма традиции гармоничного формирования среды, портилась экология.
Народная деревянная архитектура в дореволюционный период испытывала подъём. Длинные кеносы украшались ажурными галереями, крестьянские усадьбы состояли из нескольких частей, совершенствовались мельницы. Сформировался тип загородных дач. Резьба на доме отличалась орнаментальной щедростью и техническим разнообразием, особенно на юге Удмуртии.
В первые годы советской власти строились только бараки, достраивались и перестраивались старые здания. Но шла и разработка перспективных идей, определялись новые типы зданий, например Г. Ф. Сенатов разработал проект дома-сада в Ижевске с Дворцом рабочих в 1920 году. Многие капитальные объекты 1920-х годов (школы, цеха) создавались в стиле неоклассицизма и модерна. Из-за раскулачивания и атеизации со временем менялся облик сёл — исчезли кеносы, мельницы, колокольни, храмы разворовывались, перестраивались или полностью уничтожались. В результате в период 1937—1960 Удмуртия утратила многие яркие композиционные узлы. Взамен них в первую пятилетку строились дома в угловом аскетическом стиле конструктивизма — П. В. Арцимович, А. Н. Богданова, Т. Е. Герстфельд, Г. А. Гусев, К. Я. Захаров, С. Н. Миронова. Особенный успех имело подобное строительство в промышленной архитектуре Ижевска. Внедрялись большое остекление, совершенствовались коммуникации, впервые стали создаваться крупные градостроительные проекты.

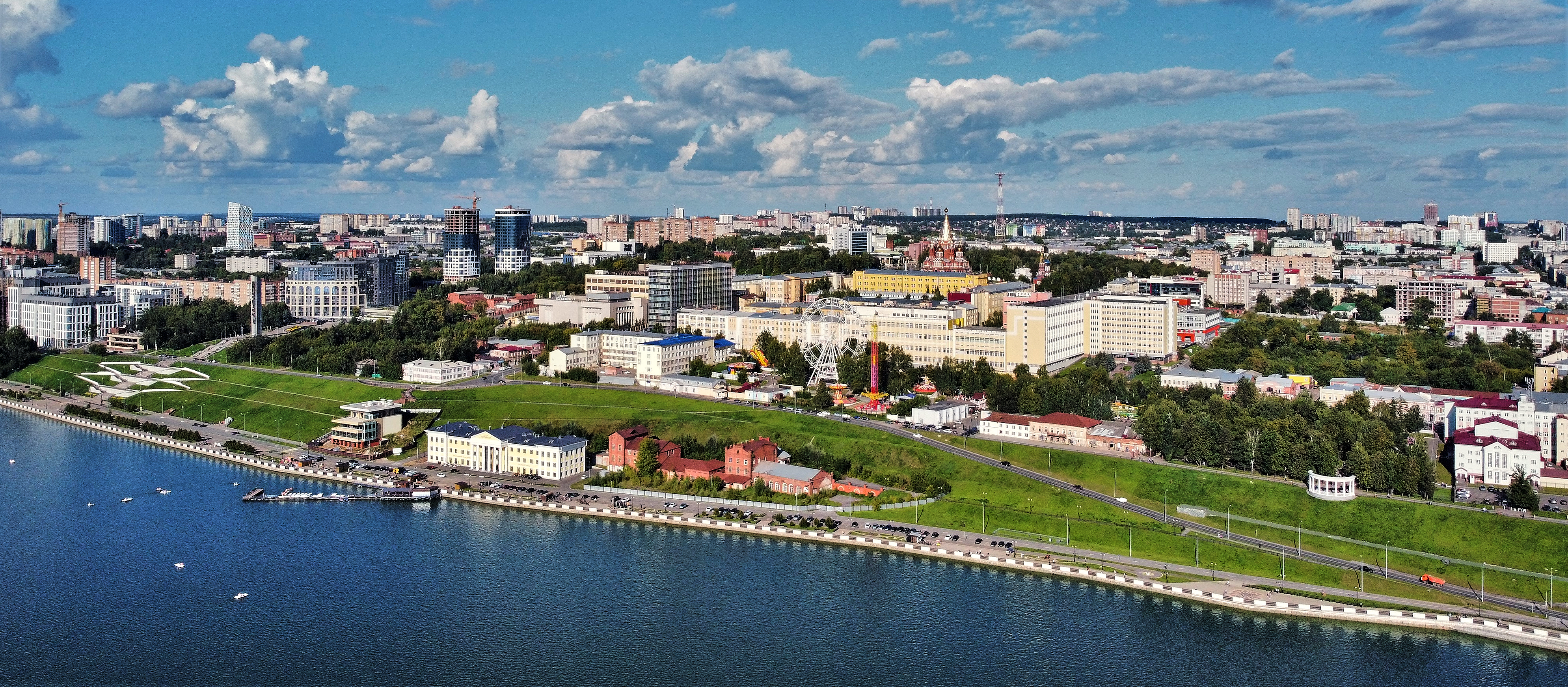
Ижевск

В 1930-х годах стал господствовать конструктивизм — Г. Ф. Грингоф, М. В. Пикулев, Пётр Попов, Л. П. Шкляев, А. Л. Циглис, И. П. Янченко. Повсюду строились небольшие дома культуры, школы, административные и жилые здания. Изменялись генеральные планы застройки городов и многих районных центров.
В годы Второй мировой войны строительная отрасль не имела возможностей для развития — строились только бараки, иногда глинобитные, цехи с деревянными конструкциями. Но несмотря на эту тенденцию архитектор Пётр Попов в построил 1943 году в Ижевске цирк. В послевоенные годы появилось региональное отделение Союза архитекторов СССР (1948). Все больше развивался классицизм, среди ведущих мастеров — В. И. Антощук, И. Т. Ким, Василий Масевич, Нина Нелюбин, В. П. Орлов, Борис Чичкин. С 1959 года в городах началось крупнопанельное домостроение со свободным планированием; жилищная проблема решалась, однако качество стремительно падало по мере роста однотипных микрорайонов. В этих условиях появилось новое поколение архитекторов, прежде всего свердловской школы — А. Е. Дубровицкий, Дмитрий Калабин, Игорь Керсантинов, В. Ф. Козлов, Н. П. Митрошин, Анвора Мифтахов, Геннадий Пономарёв. Развивая традиции уральской школы, в области промышленного строительства работали А. И. Антипова, А. Н. Громов, А. И. Карижский, Ю. Н. Толмачёв.
В 1960—1980 годы архитекторы ленинградской школы (Григорий Александров, Илья Майзель) разработали и скорректированы генпланы всех городов и некоторых сел. Вместе с современными требованиями появлялись новые типы зданий, среди них — девятиэтажная кирпичная застройка Глазова (Ю. Т. Рассадкин и другие), эспланады Ижевска (1978—1985, Пётр Берш, Дмитрий Калабин, Нина Нелюбина, В. П. Орлов), ансамбли набережных Воткинского и Ижевского прудов (В. П. Орлов, Дмитрий Калабин и др.)

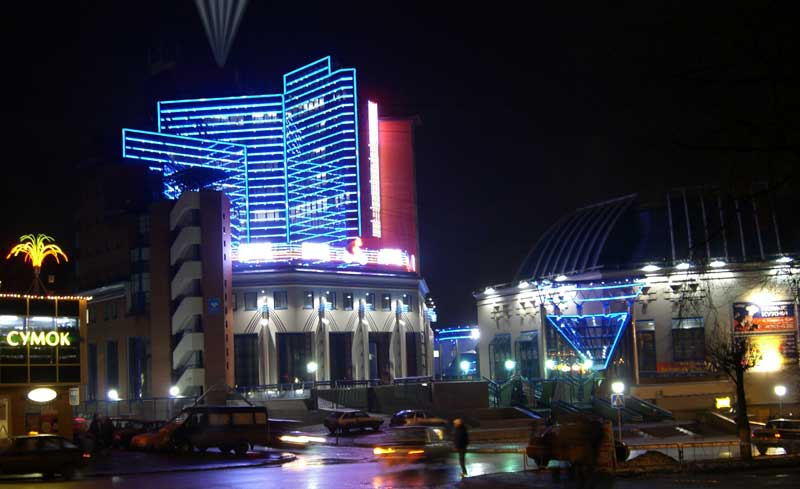
Государственный цирк Республики Удмуртия

Однако промышленные застройки и интенсивное формирование урбанизированной среды обострило экологические проблемы, монотонное и нехудожественное строительство привело к ухудшению архитектурного облика. Реставрация архитектуры была очень редкой и имела невысокий уровень исполнения. Сравнительно удачной была реставрация усадьбы Чайковских в Воткинске (1990) и Александро-Невского собора в Ижевске (1996), более грубые ошибки были при реставрации Ижевского арсенала (1996). Особенно сильно подобные проблемы проявляются в Сарапуле, который катастрофически теряет своеобразие даже после отнесения его в список исторических городов России.
В 1990-х годах большую роль начинают играть не только проектные институты, но и частные архитектурные мастерские. Современные архитекторы ищут вдохновение в традициях уральского классицизма или удмуртской народной архитектуры. Появились здания в стиле постмодернизма — Национальный банк Удмуртии в Ижевске (архитектор Владимир Шевкунов, 1998).

### Изобразительное искусство

#### До XIX века
Народное искусство Удмуртии развивалось благодаря переплетению удмуртской (автохтонной, крестьянской) и русской (в том числе народной рабочей культуры). Удмуртским крестьянам были известны живопись, художественное литьё и гравировка на металле, скульптурная резьба, художественное производство стекла, кружевное плетение. Русское народное искусство развивалось в уездных городах, городах-заводах и крупных сёлах Удмуртии. Также нужно учитывать влияние и татарского искусства.
Народное искусство удмуртов характеризуется композиционной целостностью и цветовой гармонией, чувством красоты и любовью к геометрическим орнаментам. Цветовая гамма аскетичная, в древности чаще чёрно — бело — красная, происходящее от цветков деревьев — объектов поклонения (ель, берёза, сосна). До XIX века хранились металлические и деревянные резные изделия, а также примитивные изображения (куклы) богов с рогами, бородами из трав и т. д. Пристальным вниманием этнографов и искусствоведов пользуются ткани и костюмы удмуртов, что отличаются особой художественной ценностью.
В Удмуртии до XVIII века с его распространением христианства и индустриальным освоением не было местных профессиональных художников. В Удмуртии не было традиции живописи, но необходимость украшения новых храмов требовала формирование кадров мастеров иконописи, которые повышали свой профессиональный уровень благодаря чёткому соблюдению православных канонов. Христианизация также создала необходимость художественного литья (колокола, культовые сосуды, капители, оклады, кресты, ограды) и богатого шитья (одежда иереев, покровы, пелены). Все это отражалось и на удмуртском народном искусстве. В условиях смешанного расселения русских и удмуртов взаимовлияние в художественной сфере было неизбежно. Для искусства Удмуртии, которое создавалось народными профессиональными мастерами, большее значение имело также и внедрение ордерных форм, которое началось в XVIII веке.

#### XIX век
В первой половине XIX века в Удмуртии работали 18 петербургских архитекторов и художников, выпускники петербургских художественных академий, а также вятские, пермские и иностранные мастера, что привело к расцвету самобытной художественной культуры. В искусстве стали утверждаться новые виды и жанры: многоярусный резной иконостас, парадный живописный портрет, индустриальный дизайн, полихромная скульптура, пейзаж. Благодаря победе в Отечественной войне 1812 года в искусстве получили развитие героические и триумфальные мотивы. В горной школе города Воткинска началось впервые в Удмуртии систематическое обучение рисованию, где преподавали выпускники петербургских художественных академий В. А. Вальков, Ф. Ф. Чернявский, Я. А. Дудин, П. И. Фёдоров и В. Т. Винокуров. Заводские архитекторы С. А. Дудин и В. Н. Петенкин, а также чертёжник П. С. Трубенкова работали в жанре графического пейзажа. Развивался протодизайн — С. А. Дудин, Д. Карр, В. Н. Петенкин, а также декоративно-прикладное и монументальное искусство — В. Гольденфаг, И. Калмер, Г. и М. Пономарёвы, К. А. Пост и В. И. Романов. С середины XIX века роль художественным центром становится Сарапул, где работали иконописные мастерские, в том числе и при монастырях, и профессиональные живописцы. Особенно большое значение имела картина А. П. Беркутова «Вотяки и вотячка с гуслями в доме на досуге» (1892). В Ижевске живописью занимался И. Н. Ситников, в Глазовском уезде — В. Свиньин, А. Н., В. Н. и С. Н. Чистосердовы.
Развивалась книжная и печатная графика благодаря появлению первых типографий (в Сарапуле в 1866 году, в Глазове — 1867, в Ижевске — 1875), изданию первых книг и другой печатной продукции. Благодаря первым любительским спектаклям в Ижевске и Сарапуле начался подъём театральной живописи. Некоторое значение имела творческая работа на территории Удмуртии И. И. Шишкина, Н. А. Ярошенко, А. А. и П. А. Сведомских. В 1880-е годы появляется художественное литьё, создаётся Ижевская школа художественной обработки металла (Л. И. Серебров). Были учреждены артели ремесленников. Земства стали вести исследование и пропаганду русского и удмуртского искусства, в том числе через Вятский губернский комитет по исследованию и улучшению ремесленной промышленности. Появлялись столярные, ткацкие, кружевные курсы, классы, мастерские. Народные мастера стали вывозить свои работы на уездные, губернские и всероссийские промышленные и художественные выставки. Стали полихромными ткачество и вышивка. Осваивались новые орнаменты, материалы, техники, инструменты (анилиновые краски, самопрялки). В Можге с конца XIX века сформировалась Можгинская школа художественного производства стекла.

#### Первая половина XX века

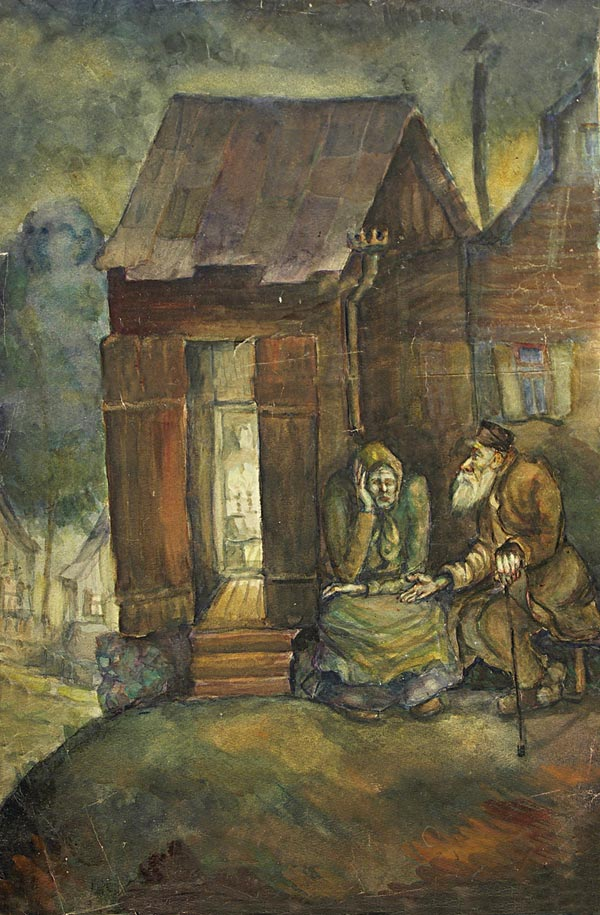
Картина «Городок» художника В. А. Сулимо-Самуйлло, 1930-е

В первое десятилетие нового века увеличилось количество профессиональных живописцев, совершенствовалось графическое искусство, в 1909 был создан Вятский художественный кружок. В период Гражданской войны особое развитие получила агитационная графика; впервые в истории Удмуртии стали выполняться росписи не церковного, а политического содержания — в клубах коммунистов и III Интернационала в Ижевске. В графике и монументальном искусстве утвердилась новая символика, особая экспрессия и обобщённость, близкие авангардистским направлениям советского революционного искусства. Творческий взлёт испытывало театрально-декоративное искусство. Первомайские праздники 1921 года впервые были проведены В Ижевске на Первомай 1921 года впервые прошли в театрализованном карнавальном ключе с участием 2000 актёров. Маски, лозунги, плакаты, значки, макеты создали ученики художественной школы Пролеткульта под руководством С. П. Ковалёва (общая сценография А. Ф. Козочкина и Ф. Ф. Версальского). Влияние на развитие сценографии в Удмуртии оказала книга В. С. Смышляева «Теория обработки сценического зрелища», вышедшая в 1920 в Ижевске.
В Сарапуле (1918), Ижевске (1919), Воткинске (1919) и Глазове (1920) появились художественные школы. В 1921 году в Глазове открылись областные художественно-производственные мастерские, при которых впервые пытались объединиться художники региона. С 1923 года большую роль играла художественная студия Центрального клуба металлистов в Ижевске (руководитель — М. И. Коркин, М. А. Косолапов, И. М. Ходырев). Развитие получил живописный портрет (М. В. Балагушин) и сюжетно-тематическая картина (П. Н. Герасимов, М. А. Косолапов). Однако в 1920-е годы особенно популярен был пейзаж — С. В. Кадишников, П. М. Квятковский, Д. Ф. Ладейщиков, К. Е. Максимов. Благодаря строительству специализированных залов смогли выдвинуть новые принципы решения сценического пространства художники театра (Авдеев, С. В. Александров, Г. Ю. Векшин, Н. Н. Гулевич, А. А. Камский, И. П. Котовщиков, В. М. Назаренко, Ю. Пикалов, Н. Г. Попов, К. И. Тархов). На новый уровень вышла журнально-газетная графика — С. П. Ковалёв, М. И. Коркин, М. Нельзин, А. Палуев, В. А. Петров, А. А. Потапов, М. С. Скобелкин, В. И. Тихановський.
В предвоенный период с размахом стало формироваться художественное образование и национальная творческая интеллигенция, открывались многочисленные выставки, хотя уровень мастерства был ещё недостаточно высоким. Ижевское художественное училище и общество «Удмуртхудожник» (позднее отделение Художественного фонда СССР) стали художественными центрами Удмуртии. В 1940 году появился Союз художников Удмуртской АССР из 9 авторов. В годы Второй Мировой войны только в Ижевске прошло 5 художественных выставок. Значение имела деятельность эвакуированных мастеров — В. А. Малышев, В. А. Сулимо-Самуйлло, В. И. Фролов. Ушли на фронт Н. М. Галанов, Ф. И. Иванов, В. Г. Самарин, А. М. Сенилов, что нашло затем отражение в их творчестве. В послевоенные годы в искусстве Удмуртии нарастали классицистические натуралистические черты. Особое внимание придавали картине, но весомую роль продолжал играть пейзаж. Проблематично шло разграничение профессионального и самодеятельного изобразительного искусства. Среди ведущих мастеров живописи — В. А. Жарский, Ф. В. Иванов, А. М. Сенилов, Д. В. Ходырев; скульптуры — М. Х. Тутынин; театрально-декорационного искусства — Г. Ю. Векшин, А. Ф. Фокин; декоративно-прикладного искусства — Л. М. Васев.

#### Вторая половина XX века
Открытие художественно-графического факультета в УДПИ (1959) и включение его в художественную зону «Большая Волга» (1960) стали главными стимулами к развитию искусства Удмуртии. Была заложена основа для комплексного и относительно равномерного развития всех пластических искусств. Зародилась местная художественная школа и продолжились поиски национальной культурной самобытности. Появились первые профессиональные искусствоведы-ученые. До этого искусство Удмуртии изучалось только в контексте этнографии (например, «Искусство в быту вотяков» Кузебая Герда. Ижевск, 1929).
На всесоюзную и международную сцену искусству Удмуртии удалось выйти лишь в 1970-е гг. В 1971 году прошёл 1-й съезд художников Удмуртской АССР. Открывались разнообразные выставки, формировалась сеть художественных школ. Развивался портретный жанр, станковая и книжная графика, плакат, картины стали более этнографически достоверными. С 1988 года распространение получил авангардизм.

### 21 век
Самым известным удмуртским художником работающем в жанре современного искусства можно назвать, можно назвать художника Валерия Чтака. (Работы есть в собрании ГТГ, Музея Ротко, Момма.)

### Музыка

#### До XX века
Музыка в Удмуртии складывалась как устное народное творчество и имела 2 направления (песенный и инструментальный) и 3 типа — обрядовая песенная (вашкала кырзан), необрядовая (огшоры кырзан) и ритуальная. Песни были календарными, охотничьими, бортническими, свадебными, поминальными, земледельческими, хороводно-игровыми. Позже появились батрацкие, рекрутские, сиротские, каторжные. Танцевальные наигрыши, ритуальные мелодии и песенный аккомпанемент составляли богатство удмуртской инструментальной музыки.
Удмуртская музыка на протяжении своей истории находилась влиянием иностранного искусства — скифского (VIII—III века до н. э), индоиранского (II век до н. э. — V века н. э) и хазарско — византийского (V—IX века). На рубеже X—XI веков в народной песне появились понятия марзан, йырпинь, возникли общие музыкальные инструменты — так на музыку повлияло господство Волжской Булгарии. В начале XI века прослеживается связь с Западной Европой, в XII—XIII веках — с российскими и финскими землями, с Пермским и Архангельским краями, что привело к взаимопроникновению музыкальных инструментов.
В XVI веке освоение русскими вятского края привело к проникновению туда русской культуры. Начиная с XVIII века получила развитие музыка смешанного типа. Стали проходить ярмарки в крупных сёлах с театром Петрушки, медвежьими потехи, народные гуляния на Масленицу и Пасху. В городах проходят храмовые перезвоны, крестные ходы, в школах дети учили церковному пению, выполнять канты и оды. В XIX веке музыкальные культуры двух народов продолжают взаимодействовать. В учебных заведениях обучали музыкальным навыкам, нотной грамоте, пению в хоре, проводили благотворительные концерты, балы. Музыка приобрела светский характер. В 1860-х годах стали проводить вечера чтения произведений Александра Пушкина, Николая Гоголя, выполнение романсов и песен.

#### Первая половина XX века

Айво Иви

В начале XX века одним из центров музыкальной жизни стал Сарапул: там открылись музыкальные училища, школа, приезжали известные певцы, выступал с концертами С. В. Рахманинов, оперные труппы. В 1920-х годах помимо сельской традиционной стала появляться и городская любительская музыка, во многом пропагандистская — она звучала на митингах, собраниях, демонстрациях, субботниках. Основные формы — музыкальная самодеятельность при кружках ликбеза, хоровые коллективы педагогических техникумов, музыкальные коллективы клубов, в том числе оркестры народных инструментов, музыкально-драматические кружки, хоры. Появляются песни на злобу дня — про бойца-красноармейца, о боевой машине, о смерти солдата, переводы («Смело, товарищи, в ногу», «Варшавянка» и другие), а также песни на стихи Даниила Майорова, Ашальчи Оки, Айво Иви и переработанные народные песни.
В 1930-е годы открылись Удмуртский драматический театр (1931), филармоническое общество (1930), хор Удмуртского радио (1933), оркестр гусляров (1935), филармония (1938). Государственный хор и ансамбль танцев исполнял многочисленные народные песни — «Горд Армия» («Красная армия»), «Дурисьёс» («Кузнецы»), «Колхоз сад» («Колхозный сад»). Начиная с 1937 года в Удмуртском драматическом театре работали русские композиторы Николай Греховодов и Николай Голубев, которые стали использовать фольклор, вводили в спектакль хоровые сцены, ариозо, дуэты. Они написали музыку к спектаклям «Кезьыт ошмес» («Холодный ключ», 1937), «Камит Усманов» (1941) по пьесам Гната Гаврилова, «Зибет зурка» («Иго здригуется», 1936) по пьесе Михаила Петрова и др. В составе оперного театра были оркестр, хор, балет и солисты. Возглавлял его композитор Дмитрий Васильев-Буглай. Театр работал один сезон и был расформирован в 1935 году.

#### Вторая половина XX века
В период Великой Отечественной появились обработки народных песен, массовые песни Николая Греховодова «Проклятым врагам смерть», «Песни о трассе» (о строителях железной дороги Ижевск — Балезино). В послевоенные годы в музыке выделились новые жанры — романсы, хоровые сюиты, кантаты, оратории, оперы, балеты, симфонии, квартеты. Сформировалась и заняла центральное место в культуре удмуртская профессиональная песня, ведущую роль в которой играл Герман Корепанов; его песни «Удмуртия», «Зарни нянь» («Золотой хлеб»), «Мы — железный народ», «Мон тодам ваисько» («Вспоминаю тебя») обогатили музыку эпическими темами, на основе которых возникли оперные и балетные образы. В песнях 1970-х годов популярность обрели песни — «У тихих рябин» на слова Олега Поскребышева, «Белая черёмуха» на слова Степана Широбокова. Новые тенденции в освоении национального материала намечались в творчестве Геннадия Корепанова-Камского — песни «Кырзаломе, данъяломе» («Споём, прославим»), «Зано гинэ но» («Дорогой, да») написаны на народные тексты.
Для театра были созданы музыкальная комедия «Сюан» («Свадьба») Николая Греховодова (1946), оперетта «Любушка» (1959), музыкальная комедия «Учыос чирдон дыръя» («Когда поют соловьи», 1961), музыкальная драма «Азиний»(1977) Геннадия Корепанова-Камского. Появляются оперы — «Наталь» (1960) Германа Корепанова, «Россиянка» (1967), «Заговор» (1987) Геннадия Корепанова-Камского, «Восстание» (1980) Германа и Александра Корепанова; балет «Италмас» (1961), опера-балет «Чипчирган» (1964) Геннадия Корепанова-Камского. Большое значение имели хоровые произведения — кантаты Германа Корепанова «Здравница» на слова Гая Сабитова (1980), хоровые циклы Юрия Толкача «Высокие сосны» и «Голос памяти» на слова Флора Васильева (1984), «Литургия Иоанна Златоуста» (1993), хоры Геннадия Корепанова-Камского «Куно пумитан» («Встреча гостей»), «Гырыны утонет» («День первой борозды», 1974), кантата Юрия Болденкова «Моя Удмуртия» на слова И. С. Токарева (1980), кантата Евгении Кописовои «Я голосую за мир» на стихи советских поэтов (1984), вокально-хореографическая поэма С. Н. Черезова «Поле Сидоровых» (1985), музыкальные произведения к спектаклям Николая Шкляева. В 1970-е годы активизировалась песенно-хоровое творчество для детей. Вокальная музыка представлена романсами Германа Корепанова «На холмах Грузии» (1955), «Лысву» («Роса», 1957), «Ум вунэтэ» («Не забудем», 1962), «Ты вералэ» («Скажите мне», 1981); Геннадия Корепанова-Камского «Сюлэм» («Сердце», 1956), «Гужем уй» («Летняя ночь», 1955), вокальными циклами Николая Шабалина «Небесные свечи» на слова А. Белого (1986), «вакхические песни» на слова Александра Пушкина (1982), «Жизнь восторжествует» на слова Олега Поскребышева (1978); вокальными циклами Юрия Толкача «Муза» на слова Анны Ахматовой (1979), «Из венгерского народного творчества» (1982), «Покой и воля» на слова Александра Пушкина (1982); вокальными циклами Геннадия Корепанова-Камского «Две приветственные песни» (из народной поэзии, 1982), «Обрядовые песни» (на народные тексты, 1988).

В инструментальной творчества можно выделить произведения с использованием национального материала и традиций русской классики, произведения с преобладанием традиций советской классики и произведения с объединением национальных сюжетов на основе советского симфонизма. Среди таких произведений — Первая и Вторая симфонии (1964, 1983), Концерт для скрипки с оркестром (1953) Германа Корепанова; «Тыловайская сюита» (1969), Симфония для струнных и 4 литавр (1970), поэма «Старый Мултан» (1975), поэма для виолончели и симфонического оркестра (1966) Геннадия Корепанова-Камского, 3 симфонии (1966, 1972, 1979), сюита для камерного оркестра «Ижевск» (1975) Юрия Болденкова; каприччио «Свадебные мелодии» (1976), Симфония памяти Яна Сибелиуса (1995), концерт для фортепиано с оркестром (1980) Юрия Толкача; симфонические сюиты «Напев и два 

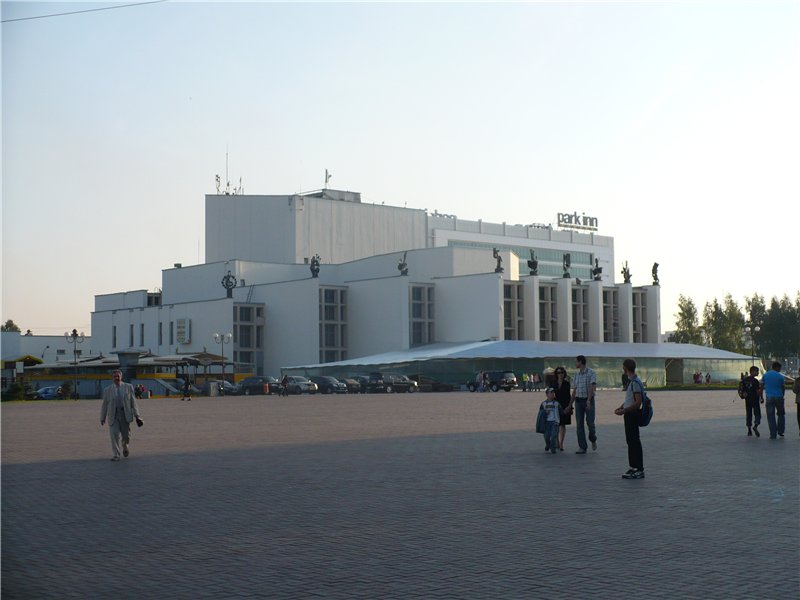
Государственный театр оперы и балета Удмуртской республики

 удмуртских танца» (1986) Николая Шабалина; сюиты для малого симфонического оркестра «Вятской песни» и «Пазяльской песни» (1982, 1985), Вторая симфония (1985) С. Н. Черезова; симфоническое скерцо (1990), Концерт для фагота с оркестром (1997) Александра Корепанова; «Удмуртские зарисовки» (1980) Евгении Кописовой. Жанры камерной музыки занимают значительное место в творчестве Геннадия Корепанова-Камского, Александра Корепанова, Юрия Болденкова.
На сегодня в Удмуртии работают Удмуртская государственная филармония, Государственный театр оперы и балета Удмуртской Республики, Государственный академический ансамбль песни и танца «Италмас», Академическая хоровая капелла Удмуртии, Удмуртский театр фольклорной песни «Айкай», Государственный оркестр духовых инструментов и Государственный симфонический оркестр Удмуртской Республики, фольклорные ансамбли «Чипчирган», «Зангари», «Танок». Среди учебных заведений действуют Республиканское музыкальное училище, Республиканское училище культуры, специальная школа-интернат искусств Министерства культуры Удмуртии, музыкальное отделение Воткинского педагогического колледжа, музыкальные школы, Союз композиторов.

### Театральное искусство
Древнее, связанное с религиозными культами синкретическое искусство, стоит у истоков театра удмуртов. Подобное фольклорно-игровое искусство не было театром в привычном понимании слова и носило обрядовый характер в целях сохранения домашнего скота, увеличения урожаев и продолжения рода. «Сценой» служили поле, поляна, дом. Однако вместе с ритуальными сценами присутствовал и драматический момент, что создавало единое эстетически направленное действо со всеми признаками современного театра. Постепенно уходил патриархально-родовой строй, и вместе с ним исчезали магические элементы, уступая место игре и лицедейству.
В 1860-е годы в Сарапуле появляются первые русские любительские драматические коллективы европейского образца, а с середины 1870-х годов город стал принимать гастроли профессиональных театральных трупп. 2 августа 1918 года в селе Ягошур Глазовского района учительница А. Н. Урасинова поставила один из первых спектаклей на удмуртском — комедию Льва Толстого «От неё все качества». В 1920-е годы появляются первые удмуртские драматурги, режиссёры, актёры, театральные организаторы — М. А. Абрамов, П. А. Батуев, Кузебай Герд. С 1924 по 1930 во главе с Александром Сугатовым работал драматический коллектив при Центральном Удмуртской клубе, который осуществлял художественное руководство сетью любительских кружков. В разные годы в этом кружке работали будущие мастера профессионального театра Кузьма Ложкин, Васса Виноградова, Клавдия Гаврилова, В. Г. Волков, Я. Н. Перевощиков, Григорий Овечкин и другие.
Зритель видел театр эффективной формой просвещения, школой. На сцене, помимо обработки произведений народного творчества, показывали все новое, что несла с собой Революция. Пьесы содержали острую критику пережитков прошлого, борьбу со старыми обычаями и традициями — «Удмурт Сюань» («Удмуртская свадьба» Даниила Майорова (1919), «Туно» («Гадалка») Кузебай Герд (1920), «Дезертирлэн вöтамез» («Сон дезертира») П. А. Батуев (1920). В первые послереволюционные годы в Удмуртии некоторое время работали также российские драматические театры — в Сарапуле Театр Советов (1917—1918), в Ижевске — Ижевский советский театр (1918—1920), Театр Ижевского Пролеткульта (1918—1923). В апреле 1930 года в Ижевске начинает работать Ижевский театр рабочей молодёжи, который смогли превратить в профессиональный. 7 февраля 1931 года в Удмуртском драматическом театре начинает действовать постоянная удмуртская театральная труппа. Первый спектакль в нём — «Вало öр куашетэ» («Река Вала шумит» по пьесе Игната Гаврилова стал дипломной работой студента 4-го курса ЦЕТЕТИСа Кузьмы Ложкина. В 1934—1935 годах при театре действовал Ижевский оперный театр, в котором работали в основном мастера Большого театра и Московского оперного театра, а также главный дирижёр и руководитель симфонического оркестра известный русский композитор Дмитрий Васильев-Буглай. Театр поставил всего 8 опер русских и зарубежных композиторов, в том числе «Евгений Онегин» Петра Чайковского.
Во второй половине 1930-х годов в Удмуртии открывается ещё 4 профессиональных театра: в Ижевске — Русский драматический театр (с 1961 года имени Владимира Короленко), Ижевский театр кукол; в Сарапуле — Сарапульский драматический театр, в Воткинске — Воткинский театр музыкальной комедии. В спектаклях ставилась проблема формирования нового развития человека и трудовой энтузиазм советского народа — «Аристократы» Н. Погодина, «Шестеро любимых» А. Арбузова, «Слава» В. Гусева, «Платон Кречет» и «В степях Украины» А. Корнейчука, «На берегу Амура» В. Типичная, «Грабитель-нахал человеком стал» Е. Сперанского. Значительное место в репертуаре довоенного времени занимала русская и зарубежная классика. В годы Второй мировой войны все театры, за исключением кукольного, подверглись структурным изменениям. Большая часть актёров из расформированного Русского театра перешли Первый республиканский драматический театр (до мая 1942 года — Сарапульский). Небольшая часть удмуртской труппы во главе с Кузьмой Ложкиным создали Алнашский народный театр в селе Алнаши. Из оставшихся актёров в августе 1941 года в Ижевске режиссёр А. М. Чечельницкий и художник Илья Ходырев создали хозрасчётную труппу в составе 12 человек. Осенью того же года в неё вошли эвакуированные мастера сцены. В ноябре года труппа была реорганизована в Второй республиканский драматический театр. Ведущее место в репертуаре заняли пьесы о борьбе советского народа против фашистов, его вере в победу. Также театры обращались и к историческим произведениям — «Фельдмаршал Кутузов» В. Соловьёва, «Надежда Дурова» К. Липскерова и А. Кочеткова, «Олеко Дундич» М. Каца и А. Ржешевский, «Давным-давно» А. Гладкова. В Удмуртском театре была возобновлена постановка пьес «Вуж Мултан» («Старый Мултан») Михаила Петрова и «Камит Усманов» Игната Гаврилова.
Тема героики остаётся ведущей и в послевоенные годы. Русский театр ставил пьесы «За тех, кто в море» Б. Лавренева (1946), «Молодая гвардия» А. Фадеева (1947); Удмуртский театр — «Раскинулось море широко» В. Вишневского, А. Крона и В. Азарова (1946), «Удмурт ныл» («Удмуртская девушка») Лазара Перевощиков (1947), «Сказка о правде» М. Алигер (1947), «Лейтенант Пислегин» Игната Гаврилова (1950), «Дорогой бессмертия» Г. Товстоногова и В. Брагина (1951); Сарапульский — «Константин Заслонов» А. Мовзона (1947). Театры хотели показать послевоенную жизнь страны, но это было нелегко, так как пьес на эту тематику было мало. Авторы использовали готовые сюжетные формы, надуманные конфликты, в результате чего посещаемость низко падала. Так, в ноябре 1949 года закрывается Театр музыкальной комедии. В период «оттепели» появляются пьесы, которые отражали актуальные проблемы современности, а их герои имели чувство личной ответственности; смелее стали показывать жизненные противоречия — «Мез овраг дурын» («На крутом берегу») Василия Садовникова (1954), «Чукдор» Степана Широбокова (1956), «Персональное дело» А. Штейна (1956), «Снова вместе» З. Аграненко (1964), «Чёрные птицы» Н. Погодина (1963). В 1958 году Удмуртский театр реорганизован в музыкально-драматический. В труппу входят солисты-вокалисты, артисты хора, балета, оркестра. Эти изменения позволили коллективу ставить и оперы и балеты. В первой половине 1990-х годов к профессиональным театрам добавляются ещё 3 — «Парафраз» в Глазове (1991), «Молодой человек» (1991) и «Дарт» (1993) в Ижевске. Начало демократизации по-новому осветили другие стороны современности и прошлого, позволили критиковать сталинизм (спектакль В. Коркии «Чёрный человек, или Я, бедный Сосо Джугашвили», 1989), освещать проституцию («Звезды на утреннем небе» А. Галина, 1988; «Свалка» А. Дударёва, 1988).

### Балет
Первичными формы удмуртской хореографии были древние ритуальные танцы, связанные с религиозными обрядовыми культами, призванные задобрить богов и духов. В виде обрядового синкретического искусства такие формы форм танца сохранились до 1920-х годов. Сегодня обряды теряют первоначальный магический смысл, уступая место развлекательной составляющей, а сам танец может исполняться вне обряда, на любом празднике или застолье во время всеобщего веселья.
В 1920-х годах в Удмуртии создаются драматические, хоровые, танцевальные кружки в клубных учреждениях, учебных заведениях, и тогда традиционный танец входит как обязательный элемент в спектакли, концертные номера. С созданием в 1931 году удмуртского профессионального драматического театра национальный хореографический материал, наряду с песенным, перерабатывается композиторами. В спектаклях «Зибет зурка» («Иго здригуется») и «Кезьыт ошмес» («Холодный Ключ»), поставленных в 1936 году по пьесам Михаила Петрова и Игнатия Гаврилова, музыка Николая Голубева, танцевальные номера вошли как составные элементы сценического действия. Традиционная хореография проявляется в музыкальных драмах «Камит Усманов» Николая Греховодова (1941) и «Аннок» («Гануся») Исаия Галкина (1941), созданный на либретто Игнатия Гаврилова, в музыкальной комедии Николая Греховодова «Сюан» («Свадьба»; 1946), литературной основой которого стала пьеса Василия Садовникова.
Заложенные российской музыкой традиции музыкальной национальной хореографии с начала 1960-х годов определяли основу крупных музыкальных жанров, начинающими в которых стали удмуртские композиторы — опера «Наталь» Германа Корепанова (1961), опера-балет «Чипчирган» («свирель»; 1964), оперы «Россиянка» (1967), «Заговор» (1987) Геннадия Корепанова-Камского, «Бунт» Германа Корепанова и Е. Г. Корепанова (1980), балеты «Италмас» (1961), «Сюлэм гур» («Поэма о любви»; 1965) Геннадия Корепанова-Камского, «Героическая симфония» Германа Корепанова (1967).
В развитие балетного искусства республики значительный вклад внесли балетмейстеры Л. И. Бордзиловская, В. Н. Буланов, А. А. Голышев, А. И. Курбатов, В. В. Никитин, Г. Н. Рубинский, И. С. Сергеев, С. М. Тулубева, С. Г. Шмагин; танцоры С. А. Афанасьева, В. А. Демьянов, М. Н. Кузнецова, Т. С. Михайлова, В. В. Морозков, Г. И. Рыжикова, Ю. П. Таранова, И. В. Токмаков, И. П. Шкрабов, Г. М. Шулунова, А. Г. Щочев.
Большой вклад в развитие и пропаганду удмуртского хореографического искусства внёс Государственный хор и ансамбль танца — ныне ансамбль песни и танца «Италмас». В довоенный период балетмейстерами Л. И. Шолоховым и Р. Е. Ардевилио на традиционной основе были созданы яркие танцы «Улы-ули», «Ялыке» («Давайте танцевать»). В 1950-е годы А. И. Бондарев создаёт ныне широко известные танцы «Чабкыса эктон» («Танец с хлопками»), «Жингыртыса эктон» («Танец с колокольчиками»). Среди других танцев, которые получили широкое зрительское признание, — «Тыпыртон» («Перепляс»), «Югдон» («Рассвет»), «Эх шу, жингыр шу», «На скамейке», «Кизнерська кадриль» и другие. Над сценической переработкой и созданием плодотворно работают В. Е. Стариков, А. Г. Щочев и другие.
В 1970—1980-е годы в репертуарной политике балетной труппы ансамбля заметным является стремление к созданию на основе элементов традиционной хореографии значительных произведений, отражающих современный быт и культуру удмуртского народа. Современные танцы, отличаясь динамичностью, яркостью, не потеряли народный колорит, органично вошли в музыкальные произведения великих театральных форм, в репертуар ансамбля «Италмас».

### Художественная самодеятельность
Декоративно-прикладное, музыкальное и танцевальное искусства составляют богатство художественной самодеятельности удмуртов. Ещё издавна охотничьи, календарно-обрядовые песни, инструментальные мелодии, народные танцы определяли своеобразный линейный ритм и мотивы орнамента, особенности быта, природных условий, истории народа. После принятия в 1917 году «Декларации прав народов России» образуются первые культурно-просветительские кружки, сеть клубов, которые со временем превращаются в народные дома. По состоянию на 1919 год в Глазовском уезде насчитывалось 70 кружков и 38 народных домов. При отделениях народного образования создавались подотделы искусств. В начале июня 1920 года был открыт подотдел при Ижевском отделении народного образования, который состоял из 3 секций — театральной, музыкальной, изобразительной. В театральной было создано 2 драматических трупы и 2 музыкальные школы. В музыкальных школах были специальные классы скрипки, рояля, виолончели, хорового и сольного пения. Секция изобразительного искусства организовала студию на 80 человек. Первым профессиональным художником в Удмуртии стал Николай Косолапов. В 14 волостях при народных домах существовали драматические кружки.
В начале 1930-х годов регулярно проводились осмотры самодеятельности и выставки работ народных умельцев. В 1934 году прошла олимпиада сельской художественной самодеятельности. С 9 районов в ней участвовало 11 тысяч человек. При клубах имени Октябрьской Революции, имени Ленина и имени 1 Мая в 1936 году работало 10 удмуртских драматических кружков. В марте 1936 года в Кирове состоялся краевой смотр самодеятельности колхозов. Лауреатами стали коллективы из Малопургинского («Юж-Пурга») и Алнашского («Горд кизила») районов. В 1936 году впервые в республике была организована выставка народного прикладного искусства, собрано до 40 сказок и легенд, записано более 1000 песен, выпущено 3 сборника песен. В сентябре того же года в Ижевске был открыт республиканский Дом народного творчества. В 1937 году проведена декада удмуртского искусства, в которой приняло участие 259 коллективов.
Значительное развитие художественная самодеятельность получила в послевоенные годы. В 1947—1960 годах количество коллективов увеличилось в 3,3 раза, участников почти в 8 раз. В мае 1959 года в Удмуртии появился первый народный театр — коллектив Ижевского БК машиностроителей (руководитель и режиссёр — заслуженный деятель искусств Удмуртии В. И. Черник). В 1957 году было основано Всероссийское хоровое общество, в январе 1959 года — его удмуртское отделение (руководитель — Герман Корепанов). Свои песни и сборники создают композиторы Г. Матвеев, Н. Новожилов, П. кубашев, Г. Павлов, А. Сутягин и др. На 1 января 1997 года в Удмуртии работало 70 народных сельских коллективов, в том числе 16 народных театров, 26 хоров, 8 ансамблей песни и танца, 6 фольклорных коллективов, 4 любительских киностудии, 7 оркестров и ансамблей, 3 агитбригады. Наибольшего развития достигли следующие народные коллективы: ансамбль народного танца «Анданте» БК «Металлург», ансамбль гармонистов и фольклорный коллектив «Зарни Шеп» Малопургинского района, фольклорный коллектив «Байгурезь» Дебёсского района, татарский ансамбль песни и танца «Гузель» ДК железнодорожников и другие.

### Цирк
Ещё издавна в Удмуртии были популярны бродячие артисты — скоморохи с дрессированными медведями, силачи с гирями, факиры. К концу XIX века в Ижевске появились цирковые балаганы, которые представляли собой дощатые временные здания с сидячими местами-скамейками для богатых и стоячими «отрядами» для бедных. Долгое время в Удмуртии не было профессионального цирка, а спектакли давали заезжие артисты. Первый стационарный цирк был построен местным предпринимателем Александром Коромысловым в 1895 году. Он находился у мучного базара и сгорел в годы Гражданской войны. 21 сентября 1926 года, недалеко от Сенной площади, открылся стационарный отапливаемый дровами и освещаемый керосиновыми лампами цирк «Коларт» на 1,5 тысячи мест. В 1939 году было принято решение построить новое каменное здание на месте старого по проекту архитектора Петра Попова, который взял за образец каменный цирк Чинизелли в Петербурге (1877), оснастил его портиком с барельефами акробатки и укротителя и увеличил высоту купола до 20 метров. 29 ноября 1943 года Ижевский цирк открыл свои двери, несмотря на войну, и первыми зрителями нового цирка на 1800 мест стали раненые бойцы.
В конце 1980-х годов здание цирка начала рушиться, её было признано аварийным. 14 января 1990 года цирк был закрыт на реконструкцию, но подсчитав расходы, было решено снести старый и построить новый цирк. Окончательное решение о сносе приняли лишь в 1999 году, и 29 декабря цирк был разрушен. 17 января 2000 года был заложен новый (по проекту московского архитектора Михаила Веснина), а в 2003 году строительство цирка было закончено, который на сегодня не имеет аналогов в мире по конструкции (на 1800 мест).

### Радио и телевидение
В Удмуртии действуют 1 государственная и 2 коммерческие телерадиокомпании, крупнейшая из которых — Государственная телерадиокомпания «Удмуртия» — создана в июле 1991 года. Она является правопреемницей Государственного комитета по телевидению и радиовещанию Удмуртской АССР. Это единственный творческий производственный коллектив, который осуществляет информационное, публицистическое и художественное вещание на удмуртском, русском и татарском языках.

#### Радиовещание
Первая удмуртская радиостанция РВ-78 начала свою работу 5 ноября 1932 года на волне 363,6 м начав вести первую радиопередачу на удмуртском языке. На сегодня в Удмуртии на радио выходят примерно 7 часов в сутки местных радиопередач, из них 3 часа на удмуртском и русском языках и 40 минут в неделю — на татарском языке. Каждую неделю в радиоэфир выходит радиожурнал семи республик «Между Волгой и Уралом». В 24 районах Удмуртии работают местные радиоредакции, что своевременно информируют население о новостях района.

#### Телевидение
Первая телепередача Ижевской студии телевидения прошла 4 ноября 1956 года. После окончания строительства Ижевского телецентра с июня 1957 года началось регулярное вещание — 3 раза в неделю, объём вещания составил 289 часов. В 1958 году вещание увеличилось до 4 раз в неделю, а объём вещания составил 650 часов. 16 марта 1962 года вступила в действие радиорелейная линия, и телезрители получили возможность просматривать программы Центрального телевидения.
В конце 1980 года в Ижевске был открыт новый телецентр, передачи стали транслироваться в цветном виде. На сегодня вещание ведётся на 2-х каналах: 10-м и 34-м. Собственный среднесуточный объём передач составляет 2 часа 5 минут. За годы существования телецентра были проведены телеконкурсы сельских районов «Кто из 25?» (1988—1990) и «Семейная карусель» (1992), в последнем приняли участие около 400 семей. В 1992 году в эфир впервые вышла программа «Урал-ТВ». В декабре 1992 года были организованы регулярные телепередачи «Финно-угорский мир» при участии ГТРК «Марий Эл», «Мордовия», «Коми Гор», «Удмуртия», «Карелия», «Югория», и города Пермь. В сентябре 1995 года телепрограмма «Без пиджака» (1993—1995) стала призёром Международного фестиваля телепрограмм «Бархатный сезон». В 1995 году ГТРК «Удмуртия» приняла участие в Первом Международном фестивале фильмов коренных народов, который проходил на Аляске, США. Среди коммерческих телеканалов в Удмуртии существует ОАО «Новый регион», среди акционеров которой АО «Удмуртенерго», АО «Удмуртлис», АО «Ижевскгаз», АО «АСПЕК» и другие.
В сентябре 1994 года Правительство Удмуртии приняло программу создания собственной телерадиосети. Первые шаги в её реализации — установка и работа передатчиков на дециметровом телеканале. В ноябре 1996 года был открыт радиоканал «УКВ-канал», который позволяет вещать в стерео.

### Кино
В 1964 году в городе Глазов в ДК «Россия» («Чепцы») была создана первая удмуртская самодеятельная киностудия, которая просуществовала 26 лет. Её фильмы «Золотой переезд», «Ограничь себя от беды» и «Рубикон» стали лауреатами республиканских и зональных смотров-конкурсов. Руководителем студии был В. А. Бобылев. В 1970 году в Ижевске начала действовать любительская киностудия при Российском государственном театре имени В. Г. Короленко. Сценарист и постановщик фильмов — режиссёр профессионального кино Н. Гусаров, оператор — народный артист Удмуртской АССР Михаил Алешковский. Их первый фильм — любительская картина «Дорога на Оклахому». В 1973 году в Воткинске был создан кинофотоклуб «Фокус». Фильмы Воткинских фотолюбителей «Игра в прятки», «Цветы на земле», «Танкист с Бесстрашного», «Оглянись, человек!», «За сладкой клюквой» и другие — отмечены дипломами республиканских и всероссийских фестивалей.
С конца 1970-х годов стали появляться новые киностудии. В 1982 году в Глазове создана детская киностудия «Смена» (руководитель В. Л. Перминов). Их фильмы «Повсюду лишь вопрос», «ТВ жителей Марса», «Ералаш» стали лауреатами республиканских, всероссийских и всесоюзных фестивалей в городах Липецк, Тбилиси, Ульяновск, Москва, Можга и Глазов. При заводе «Химмаш» (Глазов) была создана киностудия «Экран» (руководитель В. А. Эссен), ею был снят фильм «Летопись завода Химмаш». В 1981 году была организована киностудия «Можфильм» на базе районного ДК, руководителем стал С. В. Минеев. Её фильмы — «Окно», «Поле братьев Сидоровых», «На празднике весны», «Хлеборобы», «Билет» и «Лёшка и снеговик» — стали лауреатами республиканских и всероссийских фестивалей. В эти же годы кино развивается и в других регионах: в городе Сарапул С. Болкисев снял фильм «Исповедь», который стал лауреатом всероссийского фестиваля. В конце 1980-х годов при Ижевском мотозаводе был организован кинофотоклуб «Темп» (руководитель И. Чехомов). Их слайд-фильмы «Зона» и «Время вперёд!» стали лауреатами фестиваля любительских фильмов в городе Можга 1987 года. В 1994 году в Ижевске была создана киностудия «Кайрос», снявшая наиболее известный фильм об Удмуртии — «Тень Алангасара», который основан на удмуртских мифах.
В 1987 и 1989 годах в городе Можга прошли Всероссийские фестивали любительского политического фильма «Я люблю тебя, жизнь». В 1990 году в Воткинске прошёл Всероссийский фестиваль любительских фильмов, посвящённый памяти П. И. Чайковского. В 1988 и 1991 годах в Глазове прошли всероссийские фестивали любительского игрового и мультипликационного фильма.

## Образование

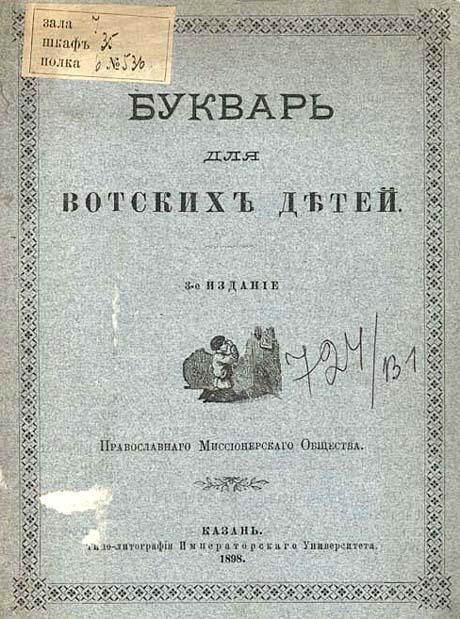
Удмуртский букварь 1898 г. («Букварь для вотскихъ дѣтей»)

Первые учебные заведения в Удмуртии появились в 1790 году, когда в Сарапуле было открыто малое народное училище для обучения российских и удмуртских мальчиков (руководитель — Алексей Вештомов). В ходе реформы образования в 1804 году Удмуртия вошла в Казанский учебный округ. Были открыты уездные училища в Сарапуле (1817) и Глазове (1827), приходские училища в Сарапуле (1817) и Глазове (1817). Однолетние приходские училища создавались для обучения крестьян и мещан, трёхлетние — для детей купцов, мещан. В 1842 году Министерство государственного имущества превратило школы в казённых поселениях в приходские, и на 1845 год в крае их насчитывалось 39. В них сначала учились только мальчики, позже и девочки. Вслед за Министерством школы для крестьян начало открывать и удельное ведомство. К середине XIX века Министерству народного просвещения принадлежало 4 уездных и 5 приходских училищ, удельному ведомству — 6 приходских, Министерству госимущества — 34 училища, Епархиальному ведомству — 2 духовных училища. В Ижевском заводе действовали школы для детей мастеровых, административного аппарата и школа арсенальных учащихся, а также школы для рабочих в сёлах Гольяны, Завьялов и Усково. В Камско-Воткинском горном округе действовали окружные училища, горнозаводские школы, женское училище и школа для рабочих в деревне Перевозное.
С 1860—1870-х годов система образования развивается по инициативе земства. Одно- и двухклассные школы и училища земства и Министерства народного просвещения, уездные городские училища по Положению 1872 года, высшие начальные училища были в ведении уездных училищных советов Министерства народного просвещения. Духовные училища, одно- и двухклассные церковно-приходские, церковные учительские школы, миссионерские школы Вятского комитета Православного миссионерского общества, школы Братства святителя и чудотворца Николая и Сарапульского Вознесенского братства, школы грамоты, — были в ведении уездных отделений епархиального училищного совета. К началу XX века в 873 начальных школах и училищах всех ведомств обучалось 46 600 учащихся. Основным типом таких заведений были земские одно- и двухклассные училища. Во второй половине XIX века начала складываться система среднего образования. Инициатором открытия таких заведений стало земство. На осень 1917 года действовали Сарапульское мужское реальное училище (1873), Глазовская (1910) и Ижевская (1914) мужские гимназии, частное заведение В. Н. Смирнова в Воткинске (1912), женские гимназии в Сарапуле (1881), Глазове (1898), Воткинске (1910), Ижевске (1911). Численность учащихся на 1917 год составляла до 5 тысяч человек. Земство поддерживало подготовку учителей. Подготовкой учителей для церковно-приходских школ, школ грамоты, братских и миссионерских школ занималось духовное ведомство. В его распоряжении были Глазовское и Сарапульское духовные училища, Якшур-Бодьинскся двуклассная женская церковно-приходская школа с педагогическим классом и 5 двуклассных церковных учительских школ. Для школ Министерства и земства учителей готовили преимущественно женские гимназии и прогимназии, а также Глазовская и Сарапульская учительские семинарии.

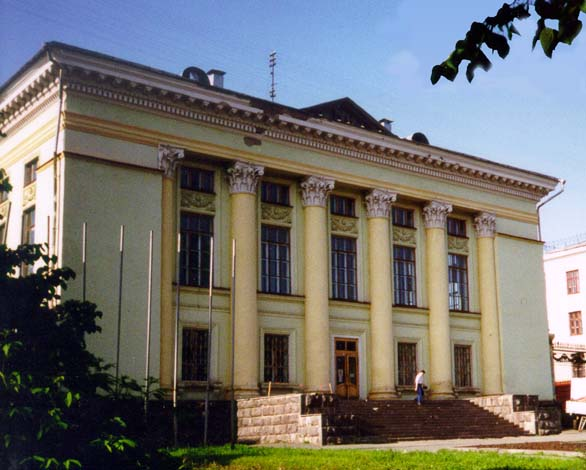
Национальная библиотека УР

В начале XIX века зародилось профессионально-техническое образование, связанное с деятельностью Ижевского и Воткинского заводов. В 1807 году на заводах были открыты горные школы для подготовки технического персонала. Оружейных мастеров готовила с 1827 года школа арсенальных учащихся на Ижевском заводе. Профессионально-техническую подготовку более низкой ступени давало Воткинское оружейное училище (1848), работали также ижевские Оружейная (1870) и ремесленная школы (1876), Сарапульская ремесленная школа имени Д. Г. Ижболдина (1898), Камбарская школа ремесленных учеников (1896). Уездные земства открывали классы рукоделия, слесарных и столярных отделений при низших учебных заведениях. Были открыты десятки земских учебных мастерских различного профиля. Вершиной в системе профессионально-технического образования стало Воткинское среднее механико-техническое училище (1907). С деятельностью земств связано и сельскохозяйственное образование. С начала 1870-х годов в каждом уезде готовили ветеринарных фельдшеров, направляли своих стипендиатов в различные сельскохозяйственные учебные заведения страны. С конца XIX века формируется система низшего сельскохозяйственного образования. Открываются Парзинская сельскохозяйственная школа 1 разряда (1894) и Асановская женская сельскохозяйственная ферма (1897), в 1911—1912 годах действовала Сюмсинская лесная школа. Во всех уездах открывали свои учебные пасеки, в десятках начальных учебных заведениях были открыты сельскохозяйственные классы и отделения. Значительную роль играли курсы по пчеловодству, новым приёмам агрикультуры.
В апреле 1917 года прошёл Учредительный съезд Всероссийского учительского союза, на котором было решено создать губернские комитеты народного образования. С конца года были реорганизованы старые структуры управления — ликвидирован Казанский учебный округ, училищные советы, должности директоров и инспекторов училищ. В апреле 1918 года создан губернский Совет народного образования (СНО), председателем которой стал эсер Н. А. Желваков. Губернские, уездные и волостные СНО работали под руководством Совета депутатов. С июня деятельность СНО приостанавливается, управление переходит в отдел народного образования (ОНО) при Совете депутатов. Создаются Глазовский уездный ВНО (июнь 1918), Сарапульский (октябрь 1918), Ижевский (ноябрь 1918), Воткинский (июль 1919). С октября было определено однообразие советской школы. В Удмуртии все начальные училища, церковно-приходские школы, двухклассные училища были преобразованы в школы I ступени, а гимназии и высшие начальные училища — в школы II ступени. С января после Декрета об отделении церкви от государства и школы от церкви, были ликвидированы должности законоучителей (вероучителей), прекратилось обучение Закону Божию. Многие педагоги и родители восприняли это негативно и выступали за возвращение такого преподавания (Юкаменское, Ижевск, Глазов). С приходом Советской власти педагоги встретили её с опаской, Вятский учительский союз принял заявление против новой власти. Политические взгляды и лояльность учителей к новой власти стали основными критериями отбора педагогов. Многие были уволены из-за неподготовленности, выбор которых проводился под контролем Совета депутатов и партийных организаций ВКП(б). Из-за этого возникла проблема нехватки педагогических кадров.
В эти годы начинает складываться система дошкольных учреждений, первые детские сады были открыты в 1918 году в Ижевске (организатор — М. И. Животкова), в 1919 году — в Сарапуле и Воткинске, в 1920 году — в Можге. В июне 1919 года в селе Ципья Малмыжского уезда был открыт первый детский сад для удмуртскийх детей. На конец года в Удмуртии уже действовало 43 садика. С 1962 года детские сады стали учебно-воспитательными учреждениями, с 1990-х годов — работают по инновационным программам.
Советская школа сформировалась как школа грамоты, её задачами стали ликвидация безграмотности, общее начальное (1930), общее семилетнее (1949) и среднее образование (1970-е). На начало 1920 года в Удмуртии работало 804 школы, 1950 учителей учило 59 000 учащихся, на конец года школ было уже 814, в том числе 784 — I степени, 30 — II степени, 6 — для взрослых. В середине 1921 года обучалось 18 000 неграмотных, работали 752 ликвидатора безграмотности в 613 школах. Первые школы для взрослых были открыты в 1922 году: пять I степени и одна II степени. Вечерние школы крестьянской молодёжи впервые организованы в 1929 году — 18 школ, 528 ученика. На 1 января 1938 года обучалось более 21 тысячи неграмотных и 24 800 малограмотных в возрасте до 50 лет. По переписи 1939 года, грамотность в Удмуртии возрасте 9-49 лет составляла 87 %. В 1944 году школы для подростков были переименованы в школы рабочей молодёжи, в 1946 году возникли заочные средние школы. После войны началось сокращение вечерних школ, на 1980 год их осталось 45, а на 1990 год — 16. На начало 1991 года в Удмуртии созданы учебные заведения повышенного уровня образования — естественно-гуманитарного, педагогического, математического, экономического, филологически-лингвистического направлений на базе 10 школ Ижевска, 4 сельскохозяйственных колледжа фермерского направления, организованы классы лицейского типа с углублённым изучением отдельных дисциплин, профильные классы в сельских школах.

## Наука
Древние обитатели берегов Вятки и Камы ещё с древних времён умели добывать и хранить огонь, ловили рыбу, охотились на диких животных, они знали полезные свойства многих растений. Необходимость в адаптации к меняющимся условиям, ведение сложной общественной жизни стимулировали процесс познания. Переход к производственным формам — скотоводству и земледелию, освоению техники литья и обработки металлов стали важным этапом в развитии удмуртов. Из поколения в поколение передавались знания по технологии селекции, изготовлению орудий труда. Древние местные сорта ржи, овса, мягкой пшеницы, ячменя, вятские породы лошадей и крупного рогатого скота, овец, земледельческие орудия и различные приёмы охоты и рыболовства — все это результат творческой работы многих поколений удмуртов. Параллельно с материальным производством развивалась и духовная культура.
Первые письменные сведения о Прикамье и местном населении появляются в древних записях арабских купцов, путешественников и государственных деятелей в IX—XII веках. Источниками знаний о Вятском крае являются русские летописи и печатные работы зарубежных авторов XIV—XVII веков. После освоения русским Прикамья стал расти интерес к местным природным ресурсам и населению. Большую роль в изучении края сыграла Петербургская АН (1724), которая проводила экспедиции по краю. Во второй половине XVIII века в Удмуртии побывали Ф. И. Сталенберг, Г. Ф. Миллер, П. С. Паллас, И. Г. Георги, Пётр и Николай Петрович Рычковы. С изучением быта, культуры, традиций, языка, верований удмуртов большую работу проводили православные миссионеры. Фактором усиления интереса к Удмуртии стало строительство медных и железоделательных заводов. Учреждению Ижевского завода предшествовали изучение верховья реки Иж в ботаническом, геоморфологическом, гидрологическом и этнографическом отношениях. Авторы проекта обратили внимание даже на качество почвы. В 1765 году в Санкт-Петербурге создано Вольное экономическое общество, которое начало статистически-географическое исследование России. Подворные (1678—1710), а затем и Ландратские (1716—1795) переписи позволили получить представление о численности и хозяйстве населения. Возможности более чёткого изучения Удмуртии появились с открытием Казанского университета (1804), ставшего центром исследования всего Среднего Поволжья и Предуралья. Вятский край оставался в сфере внимания и Российской АН, а также различных научных обществ.

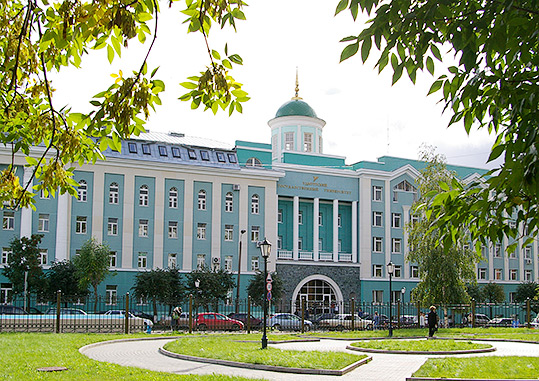
Удмуртский государственный университет

В результате всех исследований на картах различной тематики территория Удмуртии перестала быть белым пятном. Все чаще появляются статьи и книги о природе, экономике, населении, истории и медицине Вятской губернии. Авторы публикаций — служители православной церкви, сосланные революционеры, технические специалисты, врачи, студенты, научные работники. В начале XX века, когда получили развитие капиталистические отношения, ещё более активизировались научные исследования. Ижевский и Воткинский заводы стали центрами технической мысли, благодаря которой продукция соответствовала мировому уровню. Широкий размах получило образование. В начале XX в. появляется первое в Удмуртии общество краеведческого направления — Общество изучения Прикамского края в Сарапуле. На 1913 год Удмуртия имела уже собственные интеллектуальные ресурсы для создания вузов и НИИ. Но Гражданская война отодвинула этот процесс на 20 лет. В 1931 году был организован комплексный НИИ, который в 1936 г. был преобразован в Удмуртский НИИ социалистической культуры. В 1933 году при Областном управлении создан НИИ социалистического земледелия, который в 1935 году стал Удмуртской областной опытной станцией. Общества по изучению Вотского края и производственных сил Удмуртии, которые просуществовали несколько лет, внесли свой вклад в познание края. Заводские лаборатории и Удмуртское отделение Всесоюзного общества изобретателей вели работу в области прикладных наук. Открытие в 1931 году Удмуртского пединститута и в 1933 году Ижевского мединститута стало важным этапом не только подготовки учителей и врачей, но и учёных. В послевоенные годы организован Ижевский механический институт (1952) и Ижевский государственный сельскохозяйственный институт (1954), Глазовский педагогический институт (1952), ряд отраслевых НИИ, проектно-конструкторских и проектных институтов. Для развития региональной науки огромное значение имело создание в 1991 году Удмуртского научного центра Уральского отделения Российской АН и открытие в 1972 году Удмуртского государственного университета.

### Комментарии
1. ↑  Этим же словом обозначается музыкальный гуслеподобный инструмент
2. ↑  Пелеетон — жанр удмуртской сатиры. Как термин введен в 1920-е гг. А. Клабуковым, писавшим под псевдонимом А. Пель (букв. ухо) и представляет собой шутливую этимологизацию слова «фельетон», по аналогии с лесковским словом «клеветон». Пелеетон — буквально означает «удар по уху», или «попадание на ухо». Пелеетон стал постоянным жанром популярных сатирических страниц «Шекыч» («Шершень») газеты «Советской Удмуртия» (ныне «Удмурт дунне»).